# Thalia (Schiff, 1886)

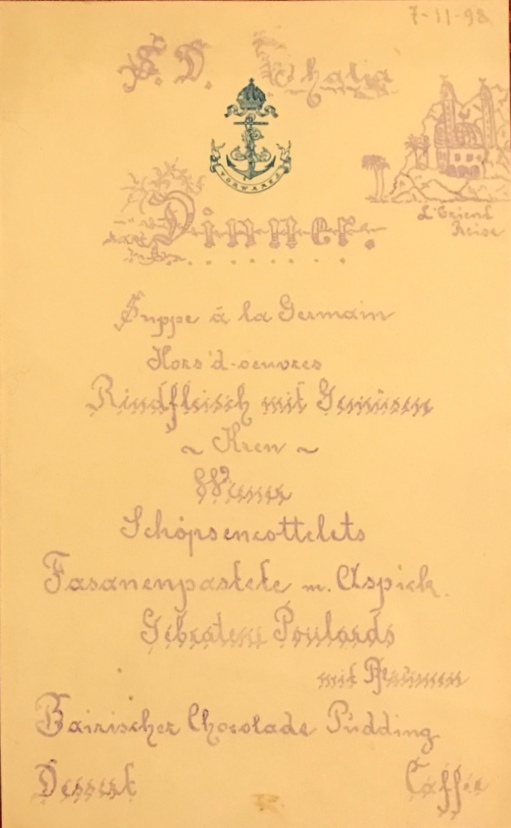
Hektografierte Speisekarte der Thalia (Reisebüro Stangen, Spezialreise nach Jerusalem: Eröffnung der Erlöserkirche 1898, 95 × 152 mm)

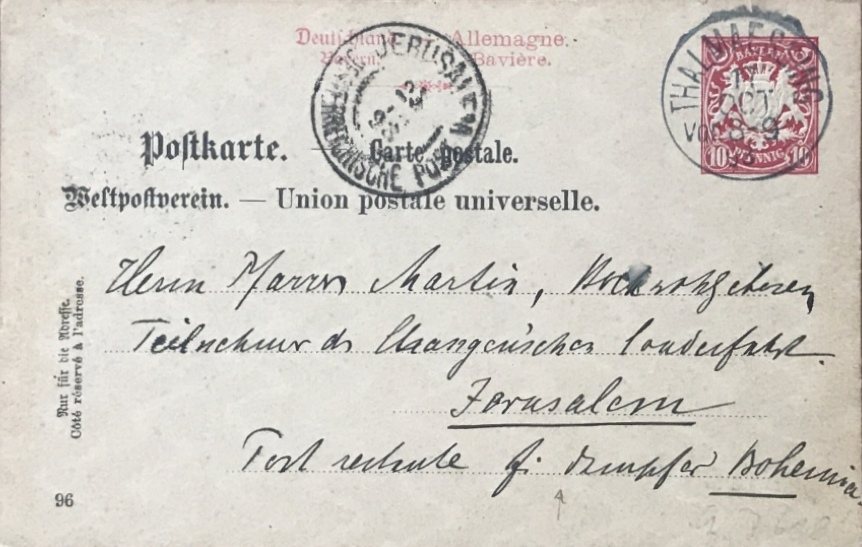
Postkarte an einen Pfarrer als Passagier der Bohemia (Reisebüro Stangen, Spezialreise nach Jerusalem: Eröffnung der Erlöserkirche 1898)

Die Thalia war ein in Schottland gebautes, 1886 in Dienst gestelltes Passagier- und Frachtschiff des Österreichischen Lloyd, das nach einem Umbau ab 1907 als Kreuzfahrtschiff vor allem im Mittelmeer und Europäischen Nordmeer lief, von 1919 bis 1922 beim Lloyd Triestino. Danach fuhr sie unter dem italienischen Namen Dalia bei der Triester Reederei Tripcovich. 1926 wurde sie abgewrackt.

## Bau, Indienststellung und Liniendienst beim Österreichischen Lloyd

### Bau und Indienststellung
Das aus Stahl gebaute Dampfschiff Thalia, das nach der Muse der griechischen Mythologie für komische Dichtung und Unterhaltung getauft worden war, lief am 5. Juli 1886 auf der Werft William Denny and Brothers im schottischen Dumbarton unter der Werftnummer 314 vom Stapel. Das zweimastige Passagier- und Frachtschiff hatte einen Rauminhalt von 2.371 BRT und eine Maschinenleistung von 2.554 PS. Die Thalia verfügte über 70 Betten in der 1. Klasse und 24 in der 2. Klasse und wurde noch 1886, im Jahr ihres 50-jährigen Jubiläums, von der Dampfschifffahrts-Gesellschaft des Österreichisch-Ungarischen Lloyd in Dienst gestellt.
1903 erfolgten kleinere Umbauten; u. a. wurde die Takelage der beiden Masten vereinfacht.
Schwesterschiff war die bei der englischen Werft Robert Thompson and Sons (Sunderland) am 17. Juni 1886 vom Stapel gelassene Euterpe, die ebenfalls im Eildienst nach Alexandria eingesetzt wurde (Bordpostnummer XXIV). Das 1918 als Truppentransporter auf der Eillinie Fiume-Cattaro eingesetzte Schiff sank am 11. August 1918 nach einem italienischen Torpedotreffer in der Nähe der Insel Pag.

Schiff bei Auslieferung mit Hilfssegel (Ansichtskarte vor 1900)
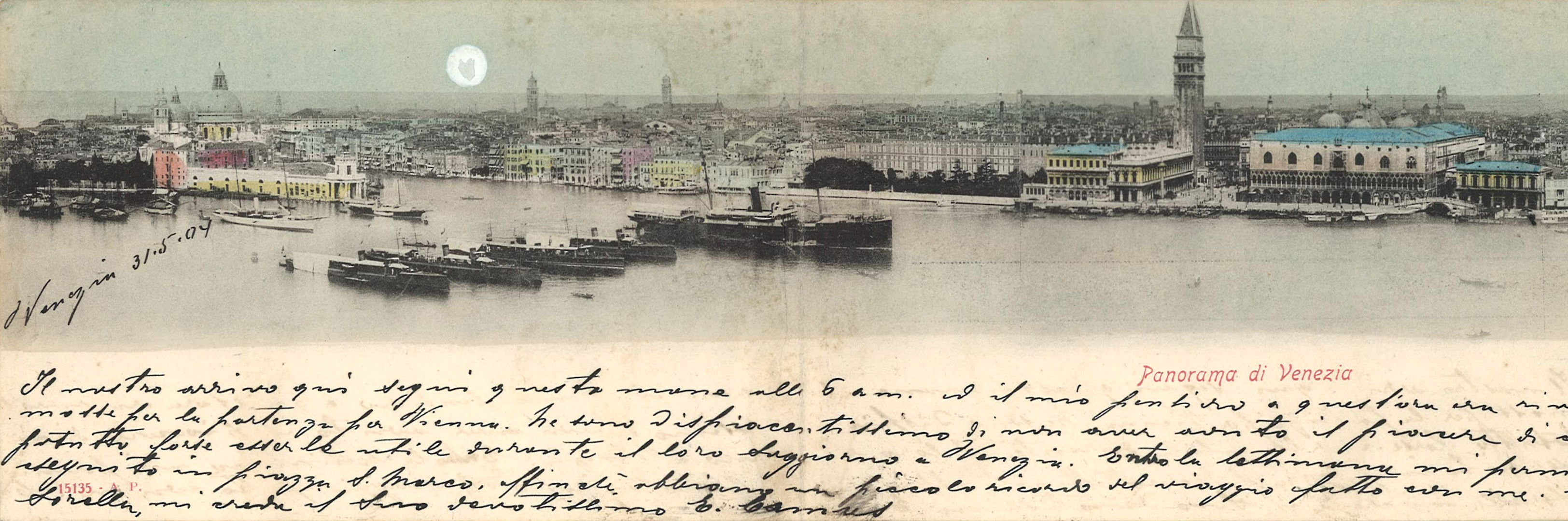
Thalia vor einem Panorama Venedigs (3-teilige Panorama-Ansichtskarte um 1900)
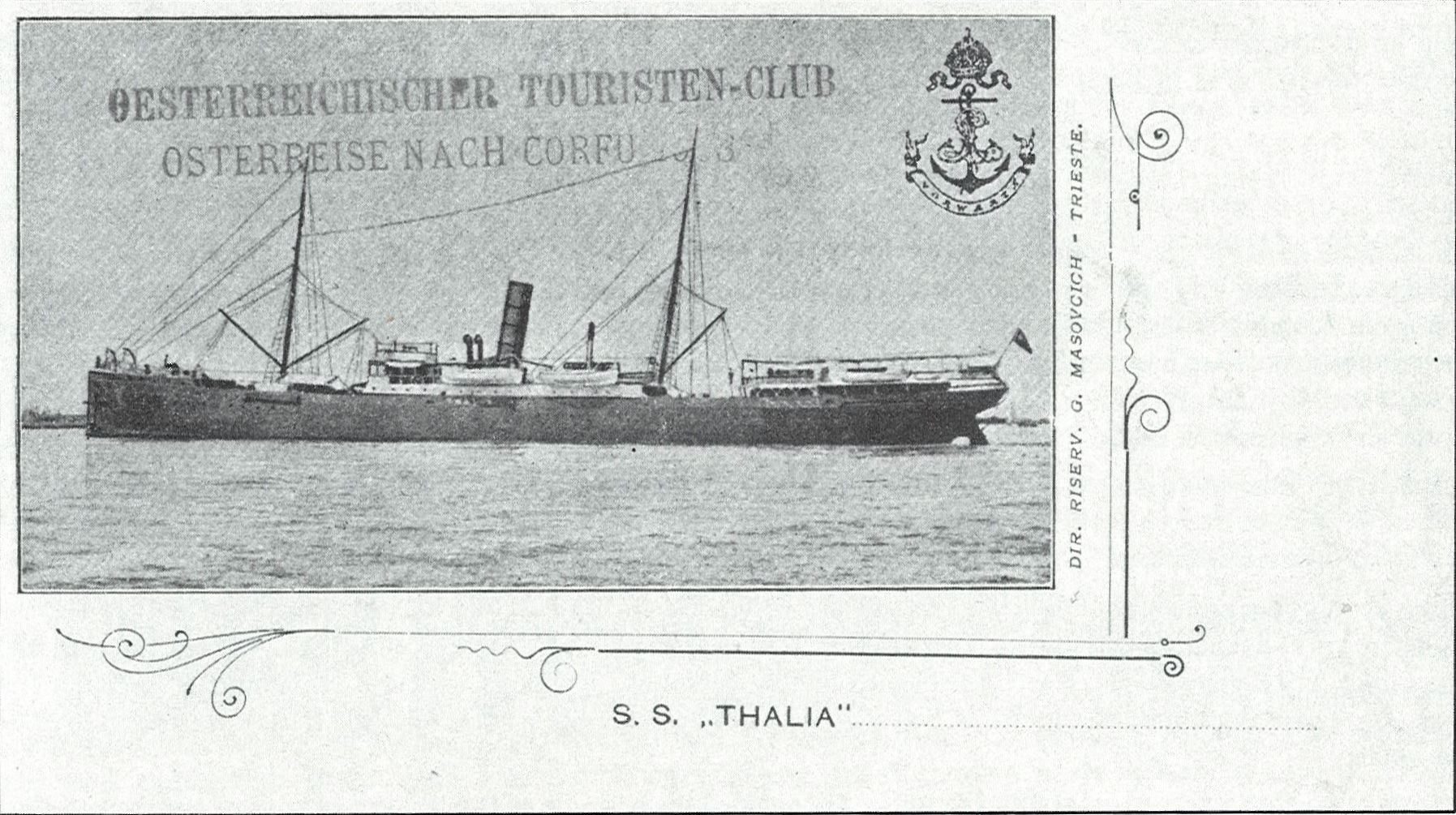
Schiff ohne Takelage um 1907 (Ansichtskarte)

### Liniendienst Triest-Alexandria und Vergnügungsfahrten
Die Thalia befuhr überwiegend die auch der Postbeförderung dienende Eillinie Triest-Alexandria - hier wurde sie auch im Baedeker als besonders schönes und gutes Schiff gelobt - und wurde auch für gesonderte Vergnügungsfahrten in der Adria eingesetzt; auch in der Lagune vor Venedig war sie im Einsatz.

### Charterfahrt für das Reisebüro Carl Stangen (1898)
Für Oktober/November 1898 wurde sie vom Berliner Reisebüro Carl Stangen gechartert, um überwiegend deutsche Passagiere aus kirchlichen Kreisen von Triest über Konstantinopel nach Jerusalem zu befördern, nachdem die zuvor im Rahmen der 185. Orientfahrt angebotenen Plätze auf der Bohemia ausgebucht waren (siehe nebenstehende Abb. einer Speisekarte von der Fahrt und einer Postkarte an einen Fahrtteilnehmer). Diese Fahrt stand im Zusammenhang mit der Palästina-Reise des deutschen Kaisers Wilhelm II., die er zusammen mit dem teilnehmenden Hofstaat auf eigenen deutschen Schiffen (Hohenzollern, Herta und Hela) absolvierte, um am Reformationstag (31. Oktober) 1898 in Jerusalem die Erlöserkirche einzuweihen. Die Thalia-Billets kosteten in Abhängigkeit von der Lage der Kabinen zwischen 1.200 und 1.400 Mark.

## Umbau zum Kreuzfahrtschiff
Bereits 1891 hatte die deutsche Reederei HAPAG unter Albert Ballin die erste Kreuzfahrt mit der Augusta Victoria zur besseren Auslastung des Schiffs in den Wintermonaten organisiert.
Die Kreuzfahrt-Idee wurde später auch beim Österreichischen Lloyd aufgegriffen. Nachdem 1904 erste Kreuzfahrten mit der zu den größten und luxuriösesten der Gesellschaft gehörenden Bohemia (Indienststellung 1896) und der Thalia selbst recht erfolgreich durchgeführt wurden, wurde letztere bis Anfang 1907 unter Leitung des Oberingenieurs Dussich zum Kreuzfahrtschiff umgebaut; „Cook's Welt-Reise-Zeitung“ berichtet in seiner November-Ausgabe 1906 unter ausführlicher Beschreibung der neuen Schiffsausstattung vom Abschluss der Umbauarbeiten.

### Ausstattung
Das Schiff gehörte nach seinem Umbau, bei dem die zwei Masten erhalten blieben, zu den international führenden Passagierschiffen. Es hatte vier Decks, eine einheitliche Kajütenklasse, eine Tonnage von 3.188 BRT und eine Geschwindigkeit von 14 Knoten. Die Thalia war das erste „weiße Schiff“ des Lloyd – der Schornstein war jedoch in Gelb und das Unterwasserschiff in Grün gehalten. Der Mittelmeer-Baedeker von 1909 reihte sie zusammen mit den Großer Kurfürst des Norddeutschen Lloyd sowie Meteor und Moltke der HAPAG unter die „eleganten Vergnügungsdampfer“ des Kreuzfahrttourismus' im Mittelmeer ein.

#### Bootsdeck A
Das Gesellschaftszimmer mit Lounge und Bar sowie eine Veranda befanden sich auf dem Bootsdeck. Hier waren im Vorschiff auch die Kabinen von Kapitän und Offizieren (1. bis 3.) einschließlich des Funkraums („Marconi-Station“), über denen sich das Brückendeck erhob, sowie mittschiffs 6 Rettungsboote, ein Motorboot und eine Dampfbarkasse zu finden.

#### Promenadendeck B
Bei Musik der Bordkapelle im Musiksalon, der in dunkelrotem Palisanderholz im englischen Stil ausgeführt war, und im Rauchsalon konnten sich die Passagiere auf dem Promenadendeck entspannen. In einer windgeschützten Glasveranda waren Palmen und andere exotische Blattpflanzen aufgestellt. Schließlich bot dieses Deck achtern in vier Luxuskabinen (State-Rooms) auch Quartier.

#### Oberdeck C
Das Oberdeck diente der kulinarischen Versorgung von Passagieren und Mannschaft. Von der steuerbordseitig gelegenen Passagierküche wurden anspruchsvolle Gerichte bereitgestellt, die in dem achterlich gelegenen großen, im Stil der Neorenaissance in den Farben Weiß und Gold gehaltenen Speisesalon für 180 Personen an Tischen zu 6 bis 16 Plätzen eingenommen wurden. Letzterem schlossen sich Kabinen für Passagiere und den Oberkellner an, während davor und bugseitig u. a. der von der Reederei verpflichtete Bordarzt, der seine Dienste zunächst unentgeltlich anbot, die Bordapotheke und der „Barbier“ logierten sowie weitere Kabinen für Passagiere und die Maschinisten zur Verfügung standen.

#### Hauptdeck D
Das Hauptdeck beherbergte fast ausschließlich Passagierkabinen, Bäder und Toiletten sowie den Gepäckraum. Im Vorschiff waren noch Schlafräume der Kellner und die Dunkelkammer untergebracht.

#### Passagierkabinen

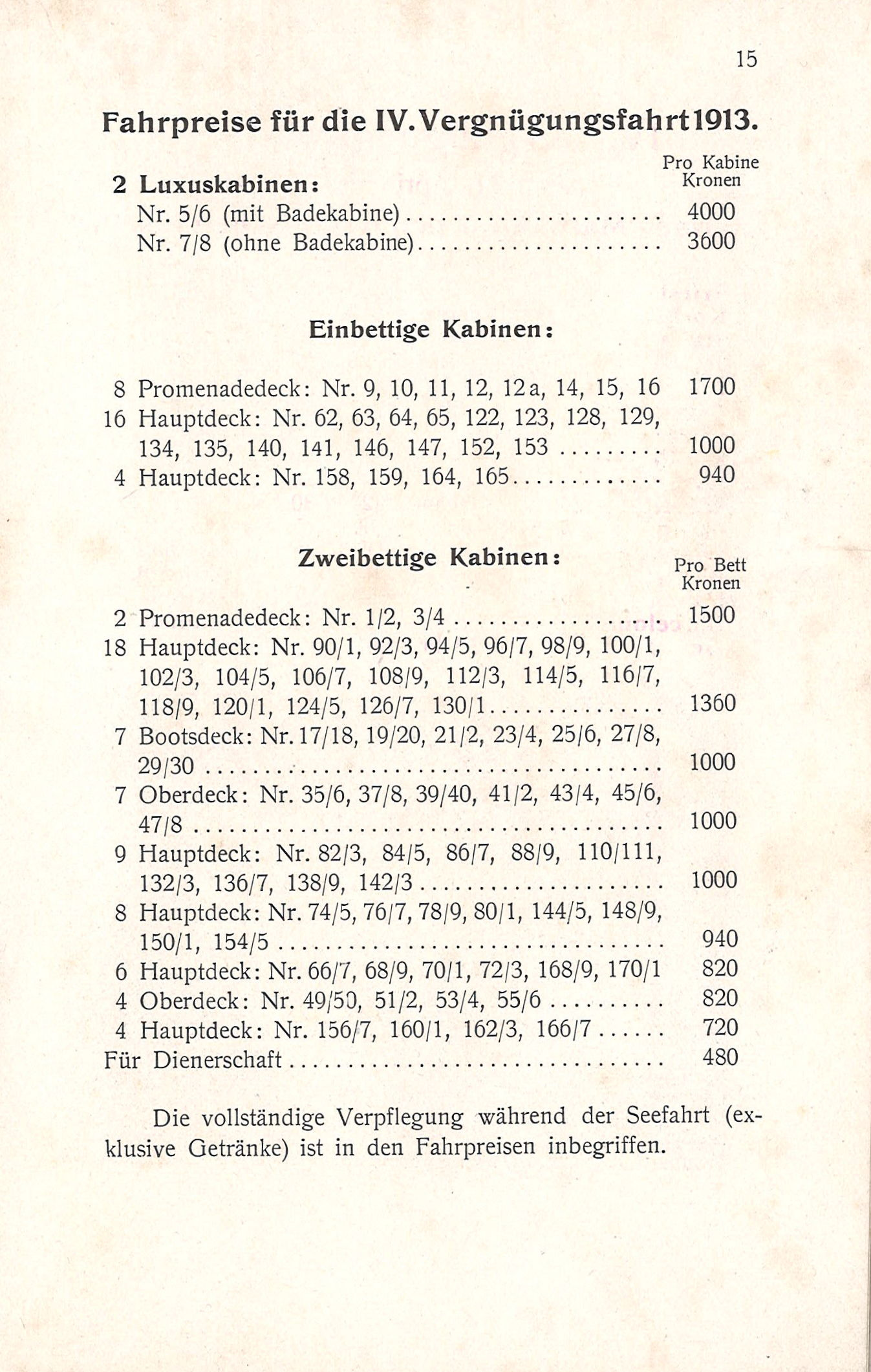
Beispiel für eine Kabinenpreisliste (1913)

Die insgesamt 99 Passagierkabinen wurden in 4 Kategorien angeboten:
- vier Luxuskabinen mit Salon, Schlafraum und Badzugang (1913: 2 Luxuskabinen)
- Einzelkabinen mit einem Bett und anstoßendem Bad
- Kabinen mit zwei Betten
- Kabinen mit einem Bett.

Nachdem anfänglich zwei Bäder den Passagieren aller vier Luxuskabinen des Promenadendecks zur Verfügung standen, waren nach dem Umbau von zwei Luxuskabinen in zwei Einbett- und zwei Zweibettkabinen ein Bad ausschließlich für die Luxuskabine 5/6 und das andere Bad dem allgemeinen Gebrauch gewidmet.
Bei Buchung der Luxuskabinen wurde ein etwas höheres Entgelt fällig. So kostete diese z. B. für eine Fahrt vom 11. April bis 12. Mai 1913 auf der Route „Triest-Marokko-Kanarische Inseln-Genua“ mit Bad 4.000 Kronen und ohne 3.600. Je nach Deck waren für Einbettkabinen 940 bis 1.700 Kronen und Zweibettkabinen 1.440 bis 3.000 Kronen – die Dienerschaft 480 Kronen (pro Bett) – zu entrichten, wobei die Kaufkraft einer Krone etwa 5 Euro entsprach.

#### Modernisierung
Die Kabinen- und Deckseinrichtung wurde später leicht modernisiert, wie sich aus den unterschiedlichen Decksplänen von 1907, unmittelbar nach der Indienststellung der zum Kreuzfahrtschiff umgebauten Thalia, und 1913, als ihr wegen des Ersten Weltkriegs nur noch kurze Zeit im Kreuzfahrtbetrieb bevorstand, ergibt. Hatte beispielsweise das Gesellschaftszimmer (Bootsdeck A) noch zwei durchgehende Couches, wurden daraus später 6 separate Sitznischen, oder wurden aus der Reiseführerkabine (Oberdeck C) das „Kommisärbureau“ und „Cooks-Reiseführer“-Kabine ohne Schlafgelegenheit. Der Funkraum („Marconi-Station“) auf dem Bootsdeck A wurde vom Vorschiff zur Veranda verlegt.

#### Bilder vom Schiff nach dem Umbau

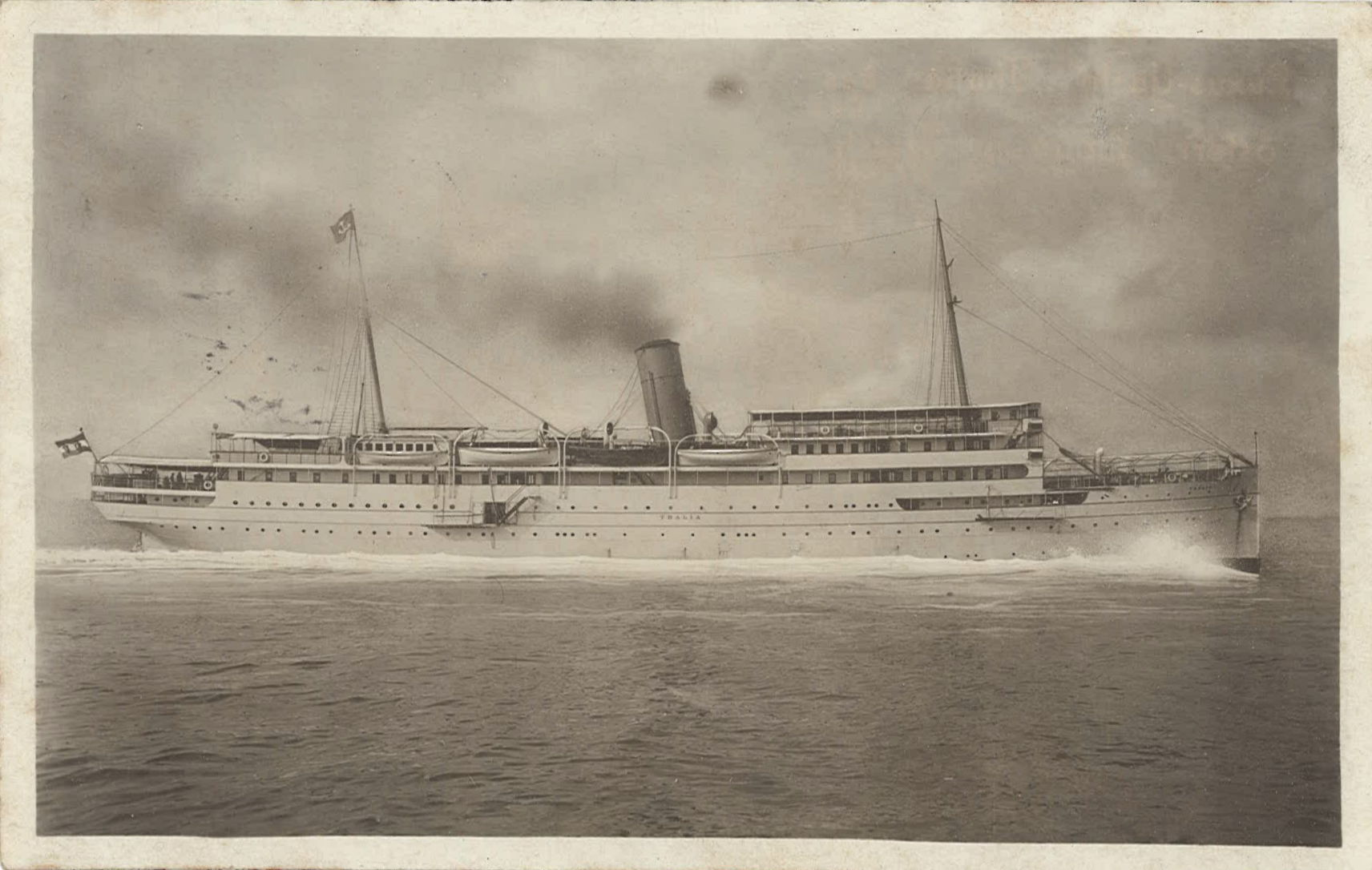
Als Kreuzfahrtschiff von Stb (Foto-Postkarte von Marianne Strobl, 140 × 88 mm)
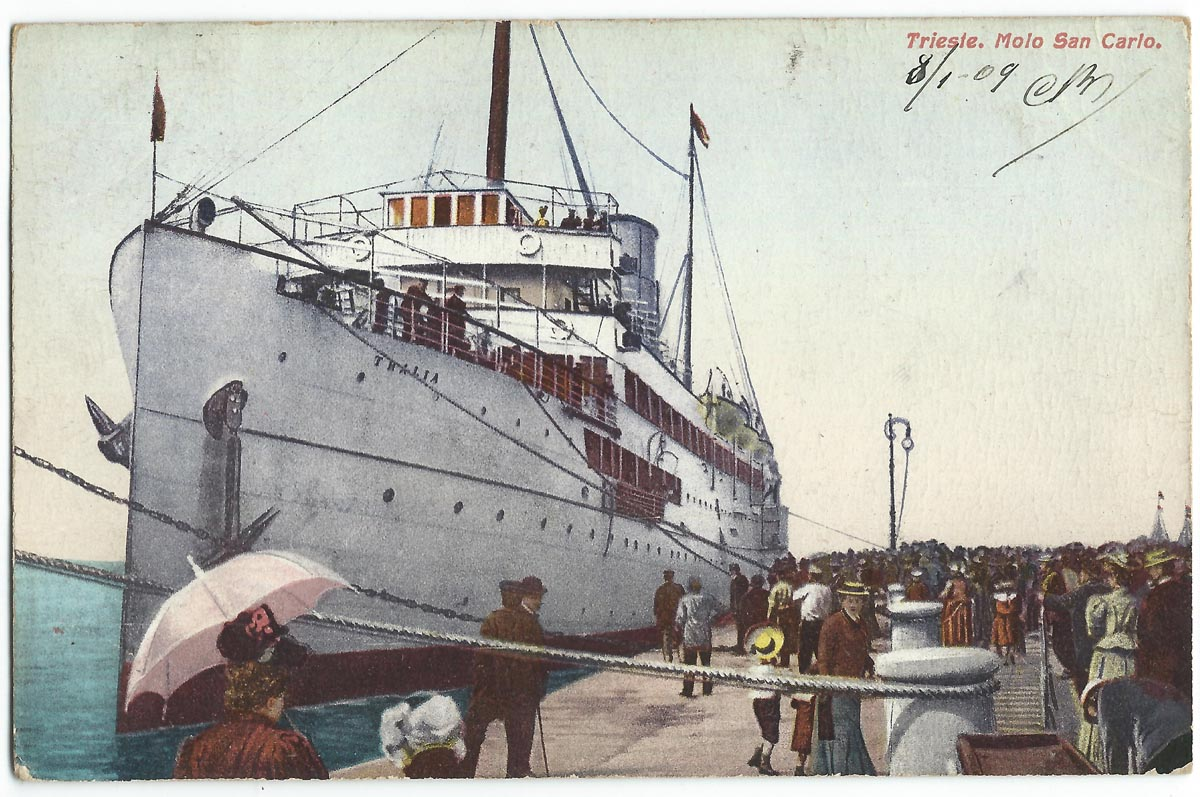
Am Triester Molo San Carlo (Ansichtskarte um 1909)
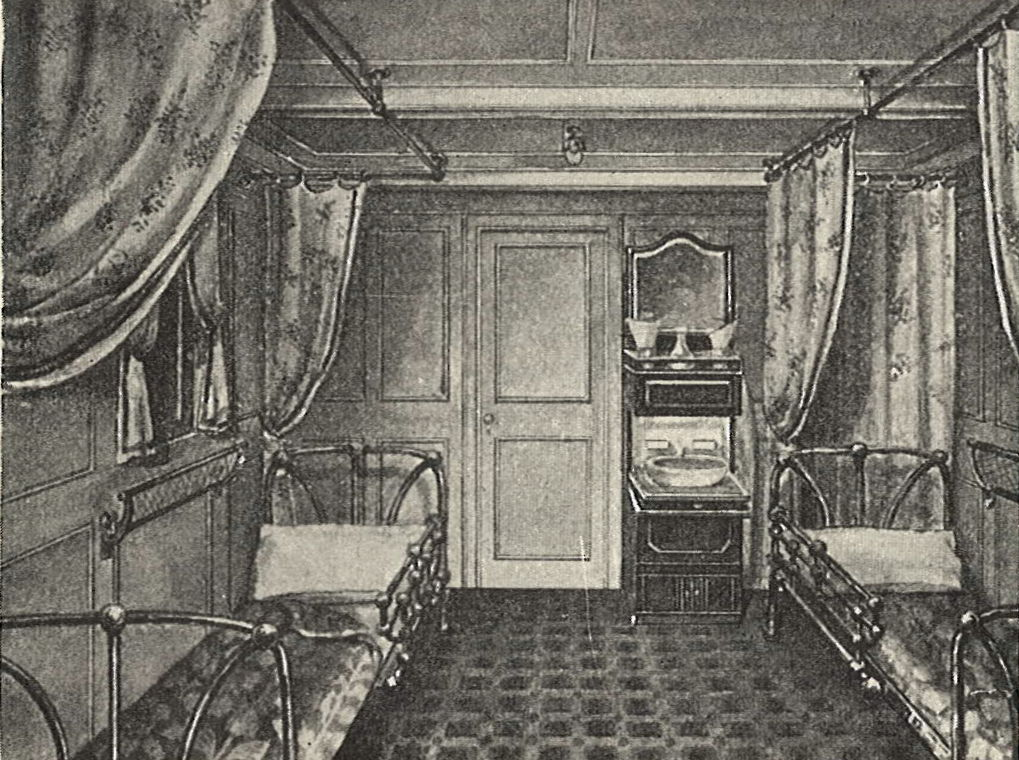
Schlafraum einer Luxuskabine (Werbebroschüre des ÖL von 1910)
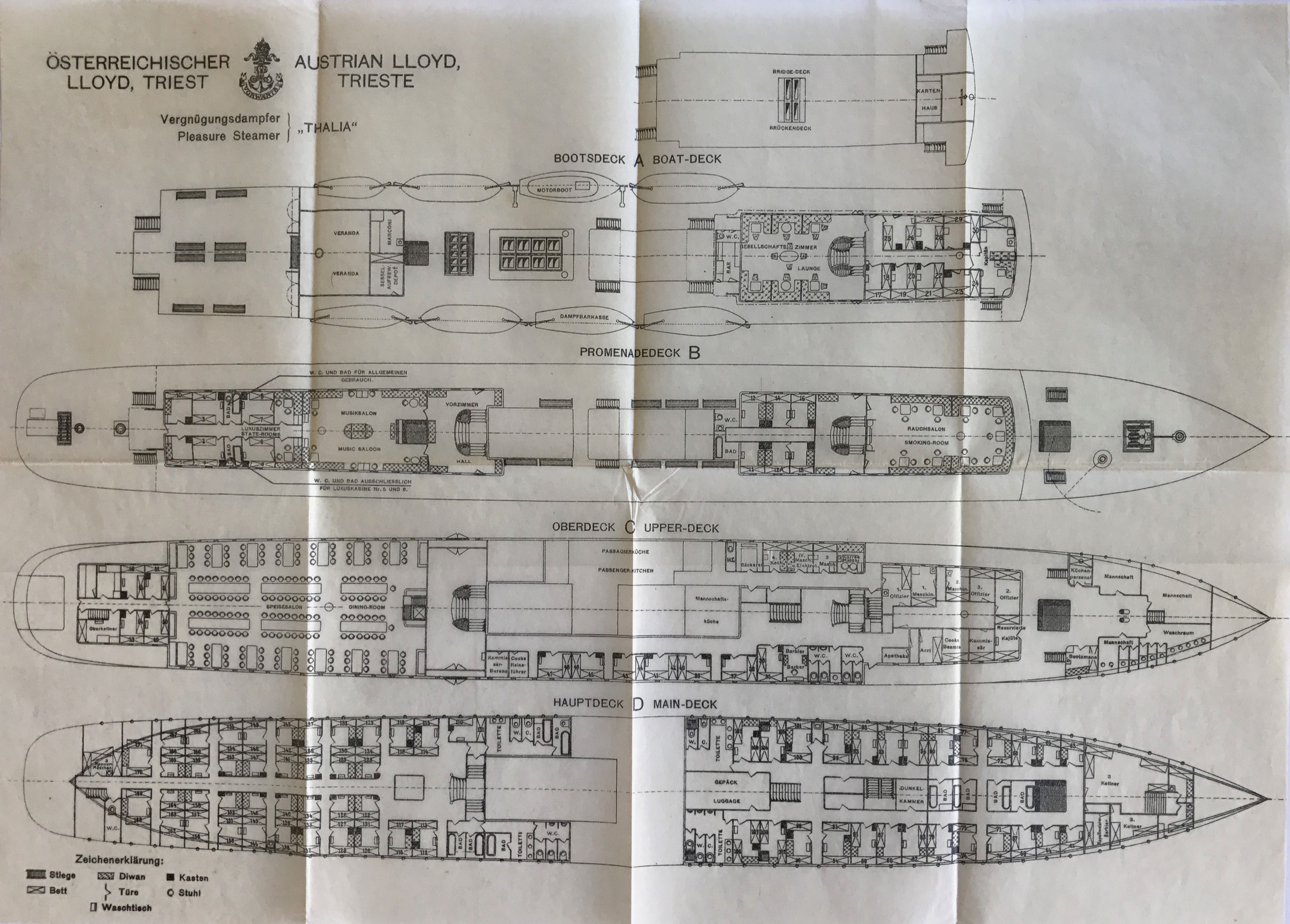
Decksplan (Werbebroschüre des ÖL von 1914)

## Fahrten als Kreuzfahrtschiff

### Vorbemerkungen
Als von der Reederei so bezeichnete „Yacht für Vergnügungsfahrten“ absolvierte die Thalia unter Kapitän Karl Freiherr von Bretfeld ihre Jungfernfahrt nach dem Umbau zum Kreuzfahrtschiff von Triest nach Palästina und Ägypten und zurück vom 14. Februar bis 10. März 1907. Danach folgte eine Sonderfahrt für Journalisten vom 12. bis 14. März 1907 auf der Route Triest, Venedig, Lussin, Fiume, Abbazia und zurück, um das umgebaute Schiff auch einer breiteren Öffentlichkeit bekannt zu machen. Dieser Fahrt schlossen sich 1907 noch zwölf weitere an. Nur im Anfangsjahr 1907 und dem Folgejahr bot der Lloyd auch Fahrten zur Feier des Jahreswechsels an.
In den Folgejahren lud die Thalia jährlich in der Regel zu 9 bis 11 Kreuzfahrtreisen durch das Mittelmeer, die Nord- und Ostsee sowie das Europäische Nordmeer ein, was durch den Ausbruch des Ersten Weltkrieges ein jähes Ende finden sollte. Insgesamt absolvierte die Thalia von Februar 1907 bis zum Beginn des Ersten Weltkriegs 81 Fahrten und legte dabei ungefähr 250.000 Seemeilen zurück. Dabei sollten die Seereisen dem Vergnügen und zugleich der Gesundheitsfürsorge dienen. Im Wiener Fremdenverkehr unterrichtete der Chefarzt des Lloyd, Artur Castiglioni, 1908 in dem Artikel „Erholungsreisen zur See“ den Leser über den damaligen Stand der Thalassomedizin und warb damit um Passagiere für die Thalia.

### Vergnügungsfahrten

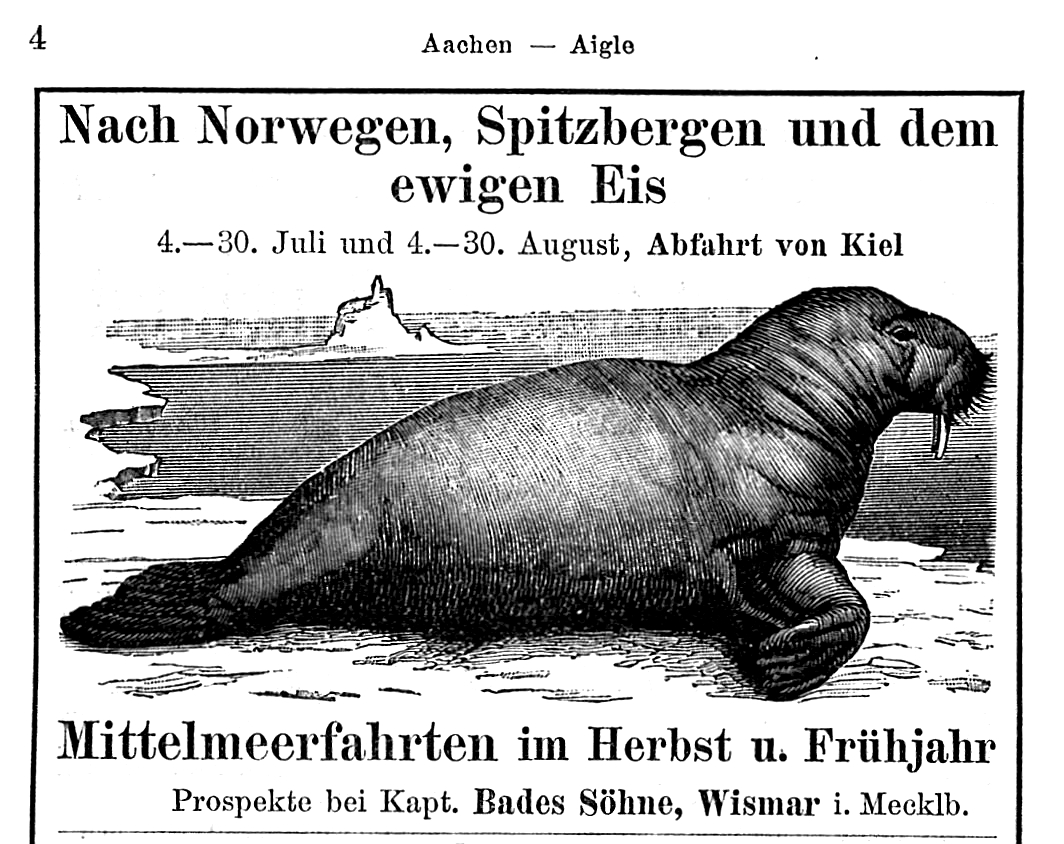
Werbung der Fa. Kapt. Bades Söhne (Wismar) u. a. für Thalia-Polarfahrten 1907

Die Fahrten der Thalia folgten aufgrund der klimatischen Bedingungen einem in etwa gleichbleibenden Jahreszyklus, der nur geringfügig variiert wurde. Exemplarisch für die Kreuzfahrtprogramme sind sie aus der nachfolgenden Aufstellung abzulesen. Diese wurde einem Prospekt des Österreichischen Lloyds (Triest) für die geplanten zehn „Vergnügungsfahrten der ‘Thalia’ im Jahre 1909“ entnommen. Tatsächlich gab es dann sogar elf Fahrten mit wohl leicht veränderten Terminen, wie ein Prospekt zur fast dreiwöchigen XI. Vergnügungsfahrt von Triest über Korfu und Malta nach Tunis und wieder zurück vom 6. bis 24. Oktober 1909 belegt. Eine detaillierte Aufstellung aller Fahrten der Thalia während ihres achtjährigen Einsatzes als Kreuzfahrtschiff ist in der unten angeführten Fahrtentabelle angegeben.
| Fahrt | Reiseziel                                                                               | Termin 1909                                    |
| ----- | --------------------------------------------------------------------------------------- | ---------------------------------------------- |
| I     | Zwei kurze Reisen nach Dalmatien. Die Thalia als Hotelschiff.                           | Februar                                        |
| II    | Reise nach Palästina und Ägypten.                                                       | März (ca. 24 Tage)                             |
| III   | Sicilien, Griechenland, Dalmatien.                                                      | Ostern zur See (ca. 16 Tage)                   |
| IV    | Nach Spanien und Canarischen Inseln.                                                    | April bis Mai (ca. 30 Tage)                    |
| V     | Nach Tunis, Sicilien, Sardinien und Genua.                                              | Pfingsten zur See (ca. 15 Tage)                |
| VI    | Von Triest nach Bremerhaven.                                                            | Juni bis Juli (ca. 23 Tage)                    |
| VII   | Nordlandfahrten nach Schottland, Schweden und Norwegen, Spitzbergen und dem ewigen Eis. | Juli bis August                                |
| VIII  | Bäderreise nach fashionabeln Seebädern des Atlantischen Oceans, Spanien und Algier.     | September (ca. 27 Tage)                        |
| IX    | Nach Italien und Nordafrika.                                                            | Ende September bis Mitte Oktober (ca. 17 Tage) |
| X     | Dalmatienfahrt wie im Februar.                                                          | Im Spätherbst                                  |

### Polarfahrten
Schon im Sommer 1907 Jahres wurde die Thalia vom Wismarer Reiseveranstalter Kapt. Bades Söhne für zwei Fahrten nach Norwegen und Spitzbergen im Juli und August, die in Kiel begannen, gechartert. Ausweislich Bades Werbung für die Reisen waren zwei etwa vierwöchige Touren nach Spitzbergen angekündigt. Tatsächlich ging die erste nur nach Trondheim und dauerte nur 14 Tage. Die zweite, vierwöchige Fahrt vom 20. Juli bis 17. August führte dann nach Spitzbergen unter schwierigen Polareisverhältnissen. Nach dem Isfjord wurden der Smeerenburgfjord und das Lager Walter Wellmans auf Danskøya besucht, wo der Amerikaner im August 1907 auf günstiges Wetter für eine Fahrt mit seinem Luftschiff zum Nordpol wartete. Die Thalia fuhr dann an die Packeisgrenze bei 80° 15′ Nord und kehrte dort um. Im Sassenfjord wurde den Gästen auch die Möglichkeit zur Jagd geboten. An dieser Fahrt soll auch die Ehefrau Bades teilgenommen haben, um junge amerikanische Reiseteilnehmerinnen, u. a. Wellmanns Töchter Ruth und Rita, unter ihre Fittiche zu nehmen. Ausweislich der Passagierliste waren Mitreisende u. a. die Mediziner Carl Fraenkel (Halle), Walther Kausch (Berlin) sowie Wilhelm Weygandt (Würzburg) sowie der damalige Freiberger Bürgermeister und spätere Dresdener Oberbürgermeister Bernhard Blüher und sein Schwager, der Industrielle Kurt Sorge. Schließlich war wohl auch der Industrielle August Thyssen an Bord.
In den Folgejahren – ausgenommen 1911 – unternahm der Lloyd dann jeweils im Juli und August eigene Nordmeerfahrten. Nur diese Monate waren für die Passage klimatisch geeignet. Dabei konnten die Passagiere im Bereich des Nordpols auch die Weißen Nächte erleben. Auf der Rückreise der Kreuzfahrt vom August 1908 war auch der Polarfahrer Theodor Lerner an Bord und lernte hier seine spätere Ehefrau kennen.

### Sonderfahrten für besondere Teilnehmerkreise
Aufgrund der sehr guten Ausstattung und ihrer nicht allzu großen Kabinenzahl war die Thalia geradezu prädestiniert für Sonderfahrten von Vereinigungen und Unternehmen. Diese konnten auch im Rahmen des regulären Terminkalenders einzelne Fahrten buchen und das Schiff für ihre Zwecke im Rahmen einer relativ persönlich gehaltenen Atmosphäre nutzen. Eine erste Journalistenfahrt, die zwischen die I. und II. Kreuzfahrt 1907 eingeschoben wurde, fand vom 12. bis 14. März 1907 statt. Sie sollte für Popularität der Dampfjacht in der Presse sorgen. Noch im Herbst desselben Jahrs folgten die erste Ärztefahrt und 1908 die sogenannte Schlaraffenfahrt, die als reguläre VI. Kreuzfahrt des Terminkalenders in der zweiten Junihälfte stattfand und von Triest nach Bremerhaven führte.

#### Prospekte, Karten und sonstige Artefakte für die Teilnehmer

Abzeichen für die Teilnehmer der Schlaraffenfahrt 1908
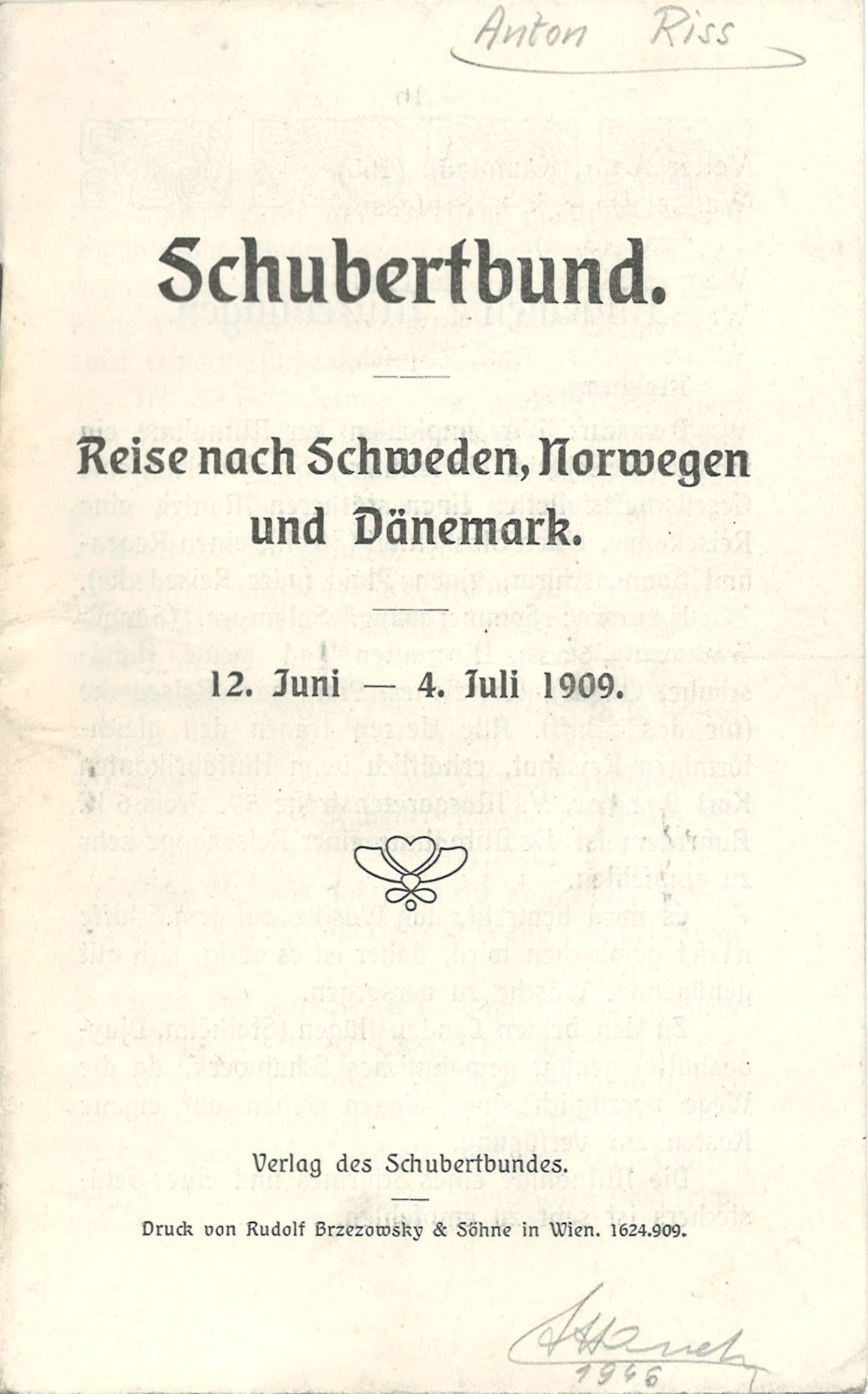
Plan der Reise des Schubertbunds 1909
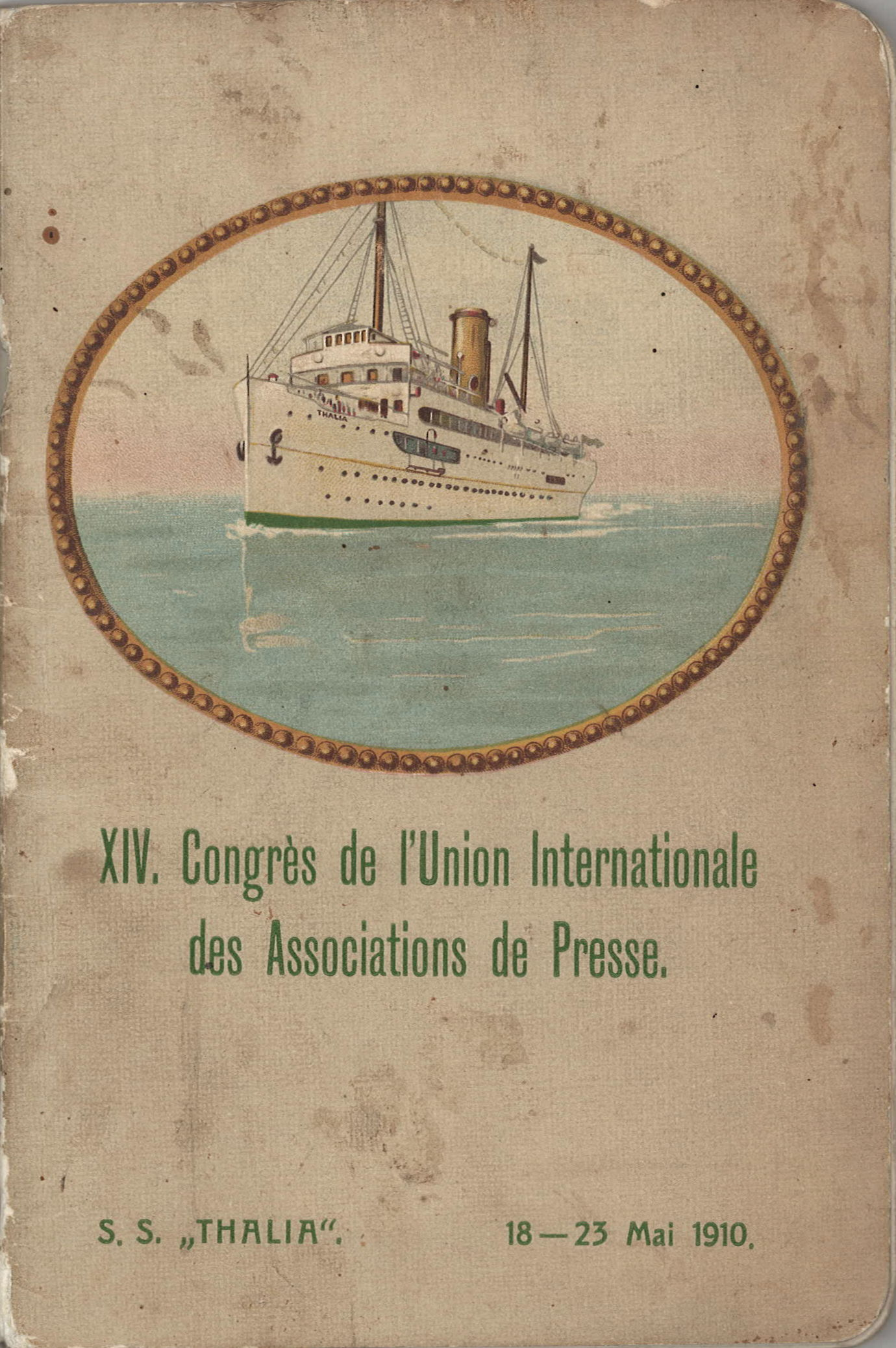
Reiseführer für die Teilnehmer des 14. Presskongresses im Mai 1910 (Französisch)

#### Ärztefahrten
Vom 6. bis 8. Oktober 1907 veranstaltete der Lloyd unter Teilnahme seines Generaldirektors Albert Frankfurter und des Chefarztes des ÖL, Dr. Castiglioni, die sogenannte I. Ärztefahrt. Die auf die Thalia eingeladenen über 100 Ärzte, insbesondere Internisten und Neurologen, aus Österreich (Carl Ipsen, Gustav Lott, Karl Rokitansky, Hermann Zingerle), Ungarn (Konrád Jenő) und Italien (Achille Breda, D. Druetti) sowie die ebenfalls teilnehmenden Pressevertreter sollten im Ergebnis der dreitägigen Reise, die nach Abbazia, Lussinpiccolo, Zara und Pola führte, geschäftswirksam die heilkräftige Wirkung von Seereisen propagieren. Einen detaillierten Reisebericht mit Schwerpunkt auf der Thalassomedizin lieferte das Neue Wiener Tagblatt vom 11. Oktober 1907, der von den Wiener Bildern einige Tage später um zwei Fotografien ergänzt wurde.
 Anlässlich der Fahrt gestaltete der bekannte österreichische Medailleur Ludwig Hujer eine Erinnerungsplakette. Sie zeigt die Göttin der Gesundheit Hygieia mit einem auf sie gestützten Kranken am Strand, die beide auf das wellenbewegte Meer mit dem Bug der Thalia blicken.
Ihr folgte eine Reise vom 4. November bis 4. Dezember 1909 über Griechenland nach Alexandria – von dort nilaufwärts bis Assuan – und über Dalmatien zurück nach Triest (II.). Schließlich hatte der Lloyd vom 5. November bis zum 6. Dezember 1911 nochmals zu einer Ärzte-Mittelmeerrundfahrt (III. Ärztereise) eingeladen.
Zusätzlich zu den vom Lloyd primär als Werbeveranstaltungen durchgeführten Reisen veranstaltete die Ärzteschaft selbst Kreuzfahrten unter Nutzung der Thalia.
So führte die 1. Ärztliche Studienreise, die vom Verein Karlsbader Ärzte (Dr. Hugo Stark) veranstaltet worden war, in der Zeit vom 10. November bis 5. Dezember 1908 von Triest über Malta und die westliche Küste Italiens zurück nach Triest.
Von einem ärztlichen Ausschuss und der Zeitung Reise und Sport veranstaltete Reisen fanden 1909 (Nordafrika), 1910 (Nordland) und im August 1911 (Orient) statt.

#### Vereinsreise des Schubertbunds
Eine Nordlandreise absolvierte der Schubertbund unter Beteiligung seiner Chorleiter Adolf Kirchl und Hans Wagner im Juni/Juli 1909. An der Fahrt nahm auch der damalige Vizebürgermeister von Wien Josef Neumayer teil. Die Reise begann in Swinemünde, wohin die Vereinsmitglieder mit einem Sonderzug aus Wien gebracht worden waren, und endete in Hamburg, wo am 3. Juli die Bahnrückreise bis Wien Franz-Josefs-Bahnhof startete. Dazu wurde ein Teilnehmerheft mit einer Teilnehmerliste herausgegeben.
 Es war die erste Kreuzfahrt der Thalia auf der Ostsee. Die Reise knüpfte an eine erste Fahrt des Bundes mit Kapitän von Bretfeld auf der Goritia in der Adria von 1905 und auch an frühere Konzertreisen anderer Wiener Klangkörper mit Lloyd-Schiffen an. So führte der Wiener Männergesang-Verein mit der Galicia im März und April 1905 eine Ägypten-Reise mit Konzertvorführungen durch.

#### XIV. Internationaler Presskongress
Vom 18. bis 23. Mai 1910 fand der XIV. Internationale Presskongress im Lloydpalast in Triest und auf der „Thalia“ statt, an dem damals bekannte Reporter aus allen Teilen der Welt, wie Wilhelm Singer (Wien), Georg Schweitzer (Berlin) und Otto Raimondi (Rom) (Präsident und Vizepräsidenten) teilnahmen. Am 18. Mai 1910 wurde Koper besucht, am Folgetag startete die Thalia mit den Kongressteilnehmern vom Molo San Carlo zu einer Reise nach Pola, Brioni und Busi. Am 21. Mai wurde Kotor und am 22. Abbazia erreicht. Die Tagung endete einen Tag später auch in Abbazia. Den Teilnehmern wurde vom Veranstalter eine Broschüre in mehreren Sprachen zur Verfügung gestellt, in der verschiedene Anfahrtswege nach Triest, alle Reisestationen und das Schiff mit Fotos vorgestellt wurden. Sie wurde als durchschossenes Exemplar gedruckt, damit die Benutzer Reisenotizen eintragen konnten.

#### Reisen des Österreichischen Flottenvereins

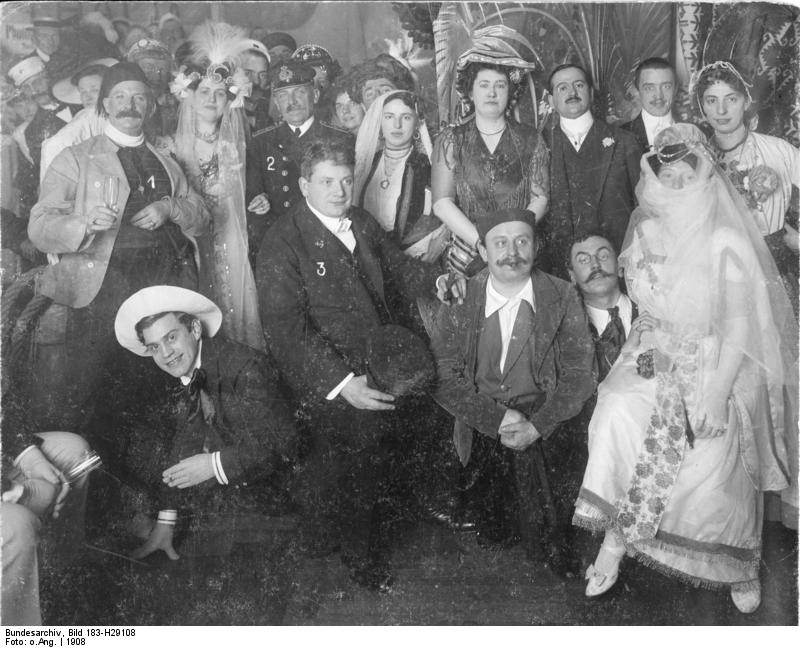
Kapitän Karl von Bretfeld (2. Reihe stehend, in Uniform)

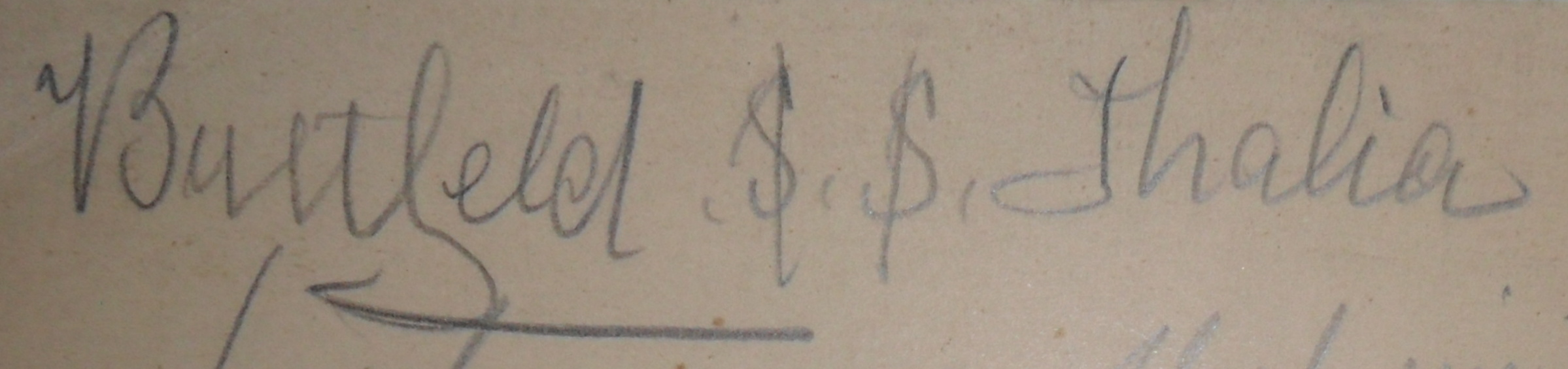
Autograph von Karl von Bretfeld

Zu mindestens vier Fahrten mit Schiffen des ÖL lud der Österreichische Flottenverein seine Mitglieder ein. Vom 24. Mai bis 24. Juni 1912 führte eine Fahrt der Thalia von Genua durch das westliche Mittelmeer nach Amsterdam, von der der teilnehmende Historiker Hans Widmann feuilletonistisch berichtete. Die 4. Flottenvereinsfahrt fand dann im Juli 1913 erneut mit der Thalia von Amsterdam nach St. Petersburg statt, von wo ein separater Schlafwagen-Express die Reisenden zu einer Besichtigung Moskaus brachte. Über Dänemark (Kopenhagen), Schweden (Göteborg, Trollhättan-Fälle) und die Insel Helgoland kehrte sie wieder an den Ausgangsort zurück. Alternativ konnten die Teilnehmer auch schon von Helgoland mit der HAPAG über Hamburg die Heimreise antreten.

### Kapitän Karl von Bretfeld und die übrige Schiffsbesatzung
Der am 24. September 1855 als Sohn von Emanuel Gabriel von Bretfeld zu Kronenburg und dessen Ehefrau, Caroline Barbara Theresia geb. Freiin von Buol, geborene Karl Borromäus von Bretfeld führte die Thalia auf ihren Fahrten seit der Probefahrt 1907 bis zum Beginn des Ersten Weltkriegs. Er verstarb Anfang März 1915 im Dienst des Lloyd im Amsterdamer Hafen, wo das Schiff kriegsbedingt lag. Er wurde auf dem Friedhof von Buitenveldert beerdigt.
Als langjähriger I. Maschinist fungierte Viktor Galzinich. Er war noch auf der letzten Passagierliste des Schiffs vor dem Ersten Weltkrieg vom Juli 1914 (VIII. Vergnügungsfahrt) unter der Crew ausgewiesen und befand sich noch im Oktober 1918 im Hafen von Amsterdam als Vertreter des Kapitäns an Bord.

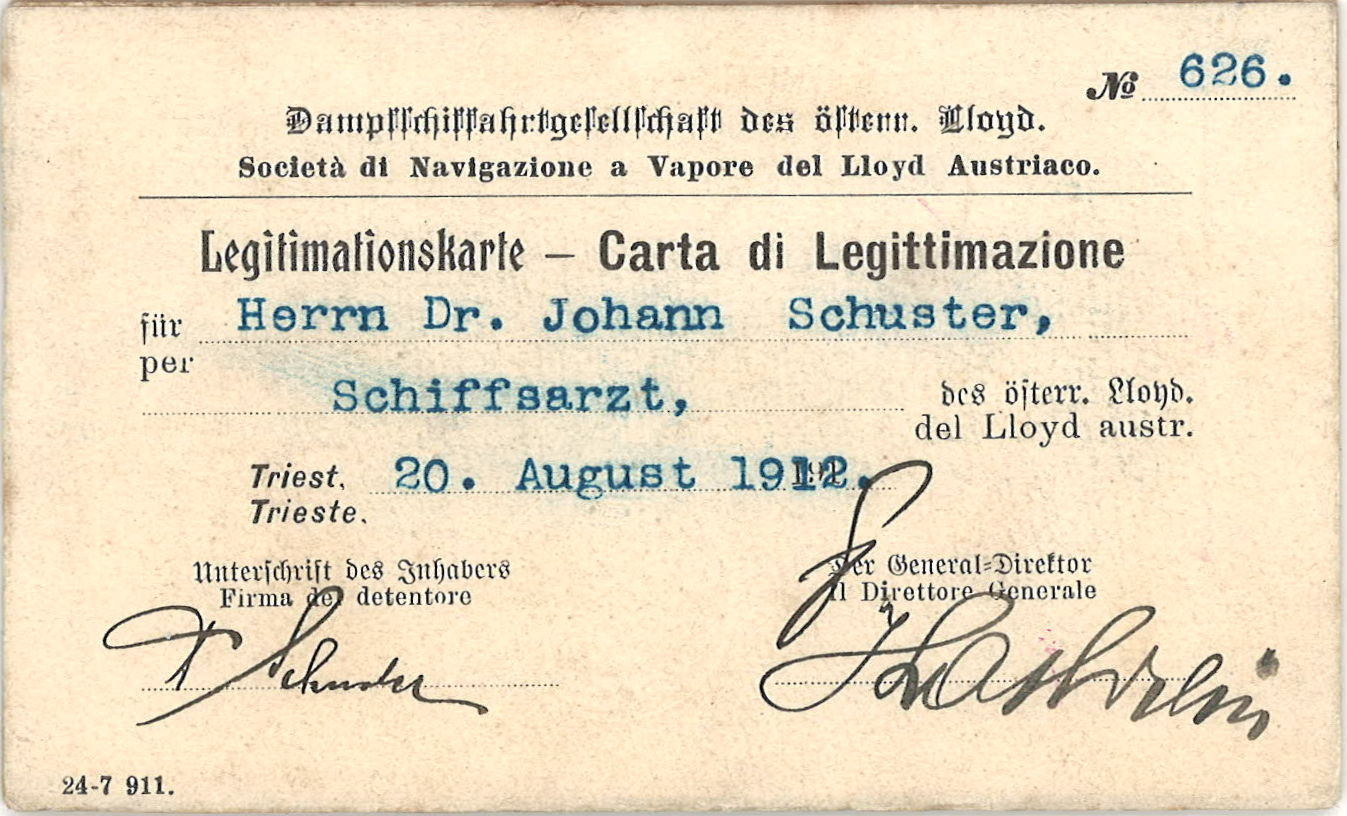
Legitimationskarte eines Schiffsarztes des ÖL von 1912 (Dr. Johann Schuster)

### Bordarzt
Um die erste medizinische Betreuung der Passagiere fern der Heimat im Krankheitsfalle zu gewährleisten, gehörte der Schiffscrew auch ein Bordarzt an, worauf in den Reiseprospekten ausdrücklich hingewiesen wurde. Dafür heuerte der ÖL spezialisierte Schiffsärzte an. Und schon 1861 war im Verlag des ÖL ein von Augusto Guastalla in italienischer Sprache verfasstes Handbuch der Schifffahrtsmedizin (Manuale d’Igenie e medicina navale) erschienen, womit der ÖL sein besonderes Augenmerk für diese Problematik der Seereisen unterstrich. Bis 1913 offerierte der Lloyd die Inanspruchnahme des Bordarztes ausdrücklich als unentgeltliche Leistung. Im letzten Prospekt für das erste Halbjahr 1914 war dagegen eine Honorarzahlung durch die Passagiere vermerkt.

### Thalia-Marsch und Bordkapelle
Der aus Österreich stammende jüdische Komponist Bernhard Kaempfner, der im Jahr 1938 aus der RMK ausgeschlossen werden sollte, schuf einen Thalia-Marsch. Er wurde zu vielen Gelegenheiten von der Bordkapelle gespielt, die zeitweise von Giuseppe Bamboschek geleitet wurde. Das Musikstück stand auch auf der Titelliste des Kapitänsdinners vom 15. April 1909 (vgl. Abbildung des Musikprogramms).
Mindestens ab 1913 wurden auch Tagesprogramme für die Mittags- und Abendkonzerte gedruckt, die rückseitig eine Übersicht der Regulären Dienste (Destinationen) des ÖL trugen.

### Landprogramme auf den Kreuzfahrten
Die Landausflüge im Rahmen der Kreuzfahrten standen nicht in der Verantwortung des Lloyd. Vielmehr bediente er sich hierzu von Beginn an des Reisebüros Thos. Cook & Son, mit dem ein entsprechendes Rahmenabkommen bestand und das dazu an Bord eine Repräsentanz unterhielt. Diese waren nach Einschätzung der mehrfach mit der Thalia gereisten Reiseschriftstellerin Olga Meraviglia (s. u.) zeitlich sehr ambitioniert organisiert und dadurch teilweise nur unter großen Anstrengungen durch die Teilnehmer zu absolvieren. Den Passagieren wurden für die Exkursionen standardisierte, für die Touren nummerierte Billets ausgehändigt, die durch einen Gummistempel für ein bestimmtes Schiff (hier: SS Thalia) als mitzuführender Teilnehmerausweis gültig gemacht wurden.

### Heimatpost
An Angehörige konnten während der Fahrten Nachrichten via Funk nach Triest übermittelt werden, von wo sie mittels Postkarten an deren dort hinterlegte Heimatadressen verschickt wurden.

### Buchung der Plätze
Bei Buchung von Plätzen war ein Drittel der Passage anzuzahlen, der Restpreis für die Fahrkarten war acht Tage vor Abfahrt des Dampfers zu entrichten. Stornierungen vor dem Zeitpunkt der Restzahlung führten zum Verlust der Anzahlung, spätere des ganzen Fahrpreises. Für den Fall der noch möglichen anderweitigen Vergabe eines stornierten Kabinenplatzes konnte die geleistete Anzahlung für eine spätere Fahrt mit dem Lloyd angerechnet werde.

### Gepäckbeförderung
Die Passagiere konnten ihr Reisegepäck im Voraus nach Triest, Speditionsabteilung des Österreichischen Lloyd in Triest, – bei Reisen ab Kiel an Fa. Sartori & Berger, ab Bremerhaven an Fa. Claussen & Wieting und ab Genua an Fa. V. Vanetti – unter Angabe des Schiffs, des Abfahrtsdatums und des Passagiernamens schicken; es musste jedoch schon einige Tage vor Abgang des Schiffs eingetroffen sein. Ansonsten konnte man das Gepäck vom Triester Südbahnhof, wo der ÖL dafür eine Expositur eingerichtet hatte, durch die Passagierabteilung an Bord befördern lassen. Dafür war eine Gebühr entsprechend dem von der Triester Statthalterei genehmigten Gepäcktarif zu entrichten. Die Gepäckstücke (Höchstmaße 114 × 65 × 38) waren genau zu kennzeichnen. Dafür stellte der ÖL Gepäckzettel zur Verfügung, die in den Passagierbüros des Lloyd in Wien und Triest erhältlich waren. Die Gepäckbeförderung an Bord war unentgeltlich, unterlag aber einer Gewichtsbeschränkung von 40 kg in der hier maßgeblichen I. Klasse. Die damals üblichen, sperrigen Kabinenkoffer waren aufgrund eines Schubladenkastens unter den Betten entbehrlich, worauf die Reisenden in den Werbematerialien ausdrücklich hingewiesen wurden. Für außerhalb der Kabine eingelagerte Koffer und sonstige Behältnisse musste eine geringfügige Gebühr entrichtet werden.

### Verpflegung und Kapitänsdinner
Die Schiffe des Lloyd, und so auch die Thalia, waren bekannt für die sehr gute Küche. Es wurden vier Mahlzeiten ausgereicht. Für das Angebot zu den einzelnen Mahlzeiten wurden aufwendig gestaltete Menükarten gedruckt. Die Umschläge der zwei- und dreiteiligen Faltkarten, die mit zusätzlicher Werbung vor allem für bekannte Getränkemarken, wie die Champagner von Charles Heidsieck und Louis Roederer, aber auch das in Thomas Manns „Buddenbrooks“ erwähnte Abführmittel „Hunyadi János Wasser“, versehen waren, hatte u. a. der österreichische Maler Hans Printz (1865–1925) nach historischen Motiven entworfen. Sie waren in Französisch, der Sprache der internationalen Haute Cuisine, verfasst.
Zum Bordprogramm der Thalia gehörte auch das für Kreuzfahrtschiffe typische Kapitänsdinner mit einem besonderen Musikprogramm und einer kulinarisch ausgesuchten Speisefolge.

### Passagierliste
Als Informations- und Erinnerungsstück für die Teilnehmer einer Fahrt wurden entsprechend dem damaligen Brauch bei den großen Kreuzfahrtreedereien auch für die Fahrten der Thalia grafisch aufwendig gestaltete Passagierlisten gedruckt. Sie enthielten die Namen und Wohnorte der Passagiere, unter denen nicht selten auch prominente Personen zu finden waren (Abb.), sowie die Zusammensetzung der Schiffsführung unter Kapitän von Bretfeld.

### Havarien und Sonstiges
Bei der Rückreise von der zweiten Nordlandfahrt 1908, an der auch der Ingenieur Viktor Kaplan teilnahm, lief das Schiff am 24. August etwa 60 km südlich Tromsø auf Grund. Der an Bord befindliche norwegische Lotse hatte wegen des mangelhaften Leuchtfeuerreglements eine Boje übersehen. Nachdem zunächst die Evakuierung der Passagiere erwogen worden war, kam die Thalia nach der Aufwirbelung des Meeresgrunds durch ein Bergungsschiff ohne Beschädigung des Schiffsrumpfs wieder frei und konnte Heimatkurs aufnehmen. Das Ereignis ging durch die österreichische Presse. Eine ausführliche Schilderung lieferte Emil von Hofmannsthal unter dem Titel Die Strandung der Thalia im Prager Tagblatt.

### Abstecher nach Venedig
Bei allen in Triest beginnenden und endenden Kreuzfahrten wurde den Reisenden die Möglichkeit eingeräumt, die Lloyddampfer der Linie Triest-Venedig zu je einer Fahrt in beiden Richtungen kostenlos zu benutzen. Der Ausflug musste binnen acht Tage vor Abfahrt oder nach Ankunft der Thalia absolviert werden.

## Verbleib im Ersten Weltkrieg

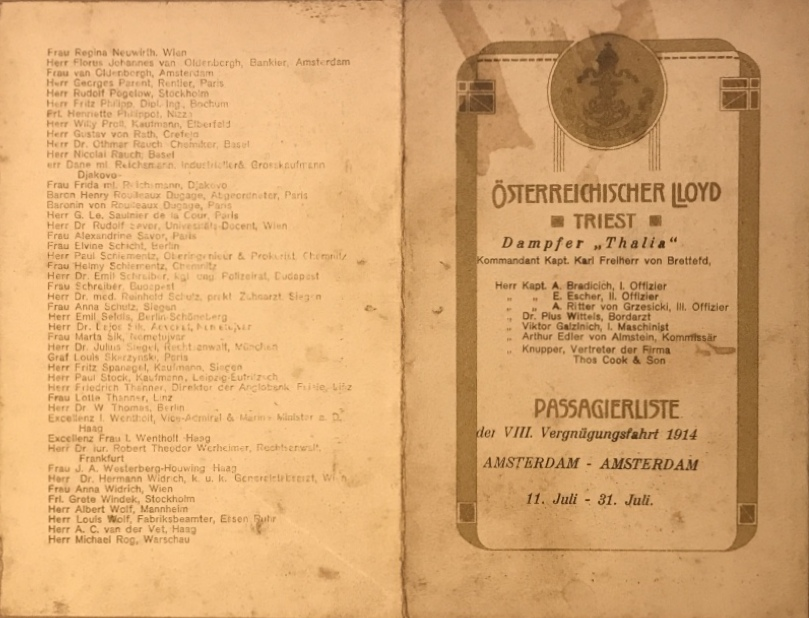
Passagierliste der letzten, der VIII. Vergnügungsfahrt 1914 (119 × 181 mm)

Planmäßig sollte die noch nach dem Attentat von Sarajevo im Triester Tagblatt vom 30. Juni 1914 in einem Inserat als Ferienreise nach dem Norden angezeigte VIII. Vergnügungsfahrt 1914 am 31. Juli 1914, einen Tag vor dem Ausbruch des Ersten Weltkriegs, im Hafen von Amsterdam enden. 
Ausweislich der im Pester Lloyd vom 4. August 1914 unter „Schiffsverkehr“ veröffentlichten Meldung des Österreichischen Lloyd hatte die Thalia von Helgoland kommend bereits am 30. Juli 1914 den neutralen Amsterdamer Hafen erreicht, bevor die Seeminen ausgelegt worden waren. Die zeitnah gemachte offizielle Verlautbarung des ÖL von 1914 ist den erst Jahre später in der Neuen Freien Presse vom 5. Oktober 1918 gemachten journalistischen Angaben zu einem Einlaufen des Schiffs erst am 31. Juli 1914 vorzuziehen.
Die Passagierliste dieser VIII. Fahrt im Jahr 1914 ist nicht sehr spektakulär. Unter den Passagieren zu finden ist aber u. a. der Hofjuwelier Bernhard Goldschmidt, der Vater des auf der Liste der Stolpersteine in Köln–Marienburg aufgeführten Ralf Richard Goldschmidt, der 1943 in Sobibor ermordet wurde. Erwähnt ist weiter der Kaufmann Otto Klischan, der 1910 das Elberfelder Kaufhaus von Ludwig von Lilienthal übernommen hatte.
Als Schiffsführung sind neben Freiherrn von Bretfeld als Kommandant die Kapitäne A. Bradicich (I. Offizier), E. Escher (II.), A. Ritter von Grzesicki (III.) und der Bordarzt Dr. Pius Wittels sowie der I. Maschinist Viktor Galzinich, der noch 1918 im Amsterdamer Hafen an Bord war, ausgewiesen.
Durch die gefundene Zuflucht in Amsterdam – die von der Reichspost am 2. Juli 1914 noch für den 1. September 1914 angekündigte Rückkehr der Thalia nach Triest war durch die Kriegsereignisse gegenstandslos geworden – überstand die Thalia den Krieg im Amsterdamer Hafen unbeschädigt, wenn auch ihr langjähriger Kapitän von Bretfeld, wie schon erwähnt, Anfang 1915 verstorben war. Über ihren ungewollten Hafenaufenthalt liegt ein kurzer Augenzeugenbericht vom April 1915 im Fremden–Blatt vor. Und 1916 wurde bereits der Umbau der Thalia in ein Frachtschiff angekündigt, wobei das bisher für die Ausflüge der Passagiere in den norwegischen Fjorden verwendete Motorboot bereits verkauft worden war, um vom Käufer als Fischdampfer verwendet zu werden. Im Oktober 1918 bot die am Hafendamm noch immer vertäute Thalia laut einem Bericht von Paul Zifferer, dem Feuilletonredakteur der Neuen Freien Presse, dann kein ansehnliches Bild mehr. Die Luxuskabinen und das Sonnendeck waren abgebaut worden.

## Unter italienischer Flagge
Die Thalia wurde 1919 von Lloyd Triestino übernommen, wo sie 1922 ausschied und an die Reederei Tripcovich S.A.N. Rimorchi Salvataggi ging und fortan unter dem italienischen Namen Dalia lief. Ihren strahlend weißen Schiffsrumpf und viele Aufbauten hatte sie da schon verloren und fuhr wieder mit schwarzem Anstrich wie bei ihrer ersten Indienststellung. Letztmals ist das Schiff im Schiffsjahrbuch (Annuario navale) von 1926 für diese Reederei eingetragen. Im 3. Quartal 1926 wurde das Schiff abgewrackt.

## Werbematerialien, Postkarten und sonstige Abbildungen

### Prospekte
Während der Österreichische Lloyd für seine Liniendienste in der Adria, im Mittelmeer sowie im Nahen und Fernen Osten Prospektmaterial bereitstellte, das weitestgehend nicht schiffsspezifisch abgefasst war, da hier mehrere Schiffe eingesetzt waren, ließ er für die Kreuzfahrten der Thalia spezielle Werbedrucke in 5 Sprachen ausschließlich für diesen Dampfer erstellen, mit denen den potentiellen Mitreisenden die technischen Daten des Schiffs, das Bordleben, die Fahrtrouten einschließlich der anzulaufenden Häfen sowie die Reisebedingungen und Fahrpreise vorgestellt wurden. Zumeist lag auch ein Decksplan bei. Auch in vielen Prospekten zu den Linien in der Adria waren mehr oder weniger ausführliche Hinweise auf das laufende Thalia-Programm enthalten.
Die Prospekte wurden zunächst in den beiden Hauptsprachen der cisleithanischen Reichshälfte Deutsch und Tschechisch gedruckt, wobei die tschechischsprachigen nicht sehr häufig vorkommen. Dass bei den Kreuzfahrten von Anfang auch auf das über den Ärmelkanal und dann weiter über Wien per Eisenbahn angereiste Reisepublikum aus Großbritannien gesetzt wurde, belegt ein englischsprachiger Prospekt bereits vom Anfang der Thalia-Kreuzfahrtaktivitäten im Jahr 1907: Pleasure Trips. 1907 II. Weiter gab es Werbedrucke in der damals wichtigen Verkehrssprache Französisch und schließlich in Italienisch, der für den Lloyd festgelegten Dienstsprache. Prospekte in ungarischer Sprache für Reisende aus dem
transleithanischen Teil der Monarchie, dem Königreich Ungarn, wurden dagegen nicht aufgelegt. Dieses Reisepublikum benutzte für seine Seereisen vorzugsweise die in Fiume ansässige Reederei Ungarische Seeschiffahrts A.G. „Adria“, die vom ungarischen Staat subventioniert wurde.

Offizielle und privat veranlasste Prospekte für Vergnügungsfahrten
„Pleasure Trips 1907“, (Englisch)
„Zábavní Cesty 1908“ (Tschechisch)
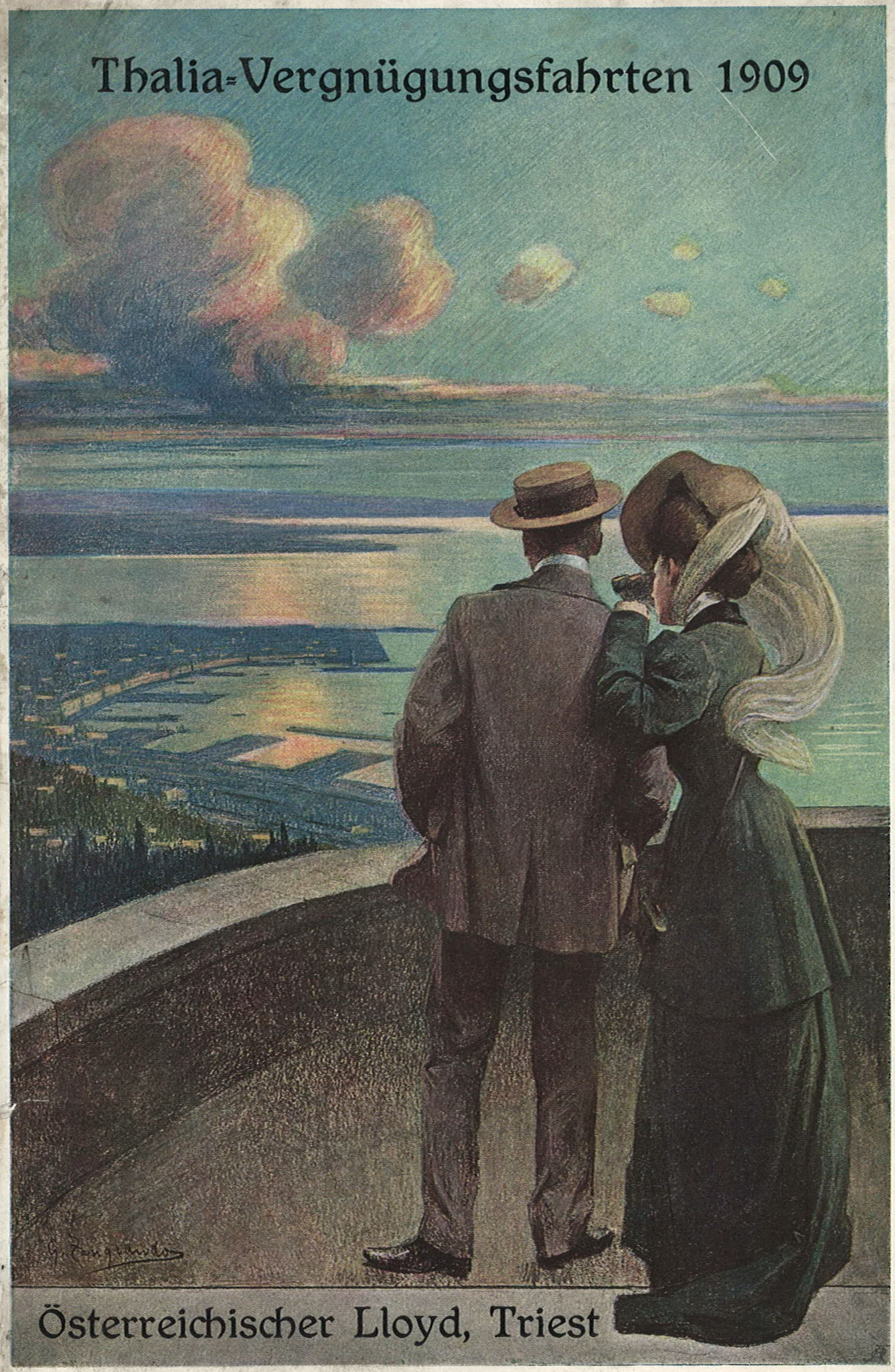
„Vergnügungsfahrten 1909“ (Deutsch)
„Voyages de Plaisir 1909“ (Französisch)
„Viaggi di piacere 1910“ (Italienisch)
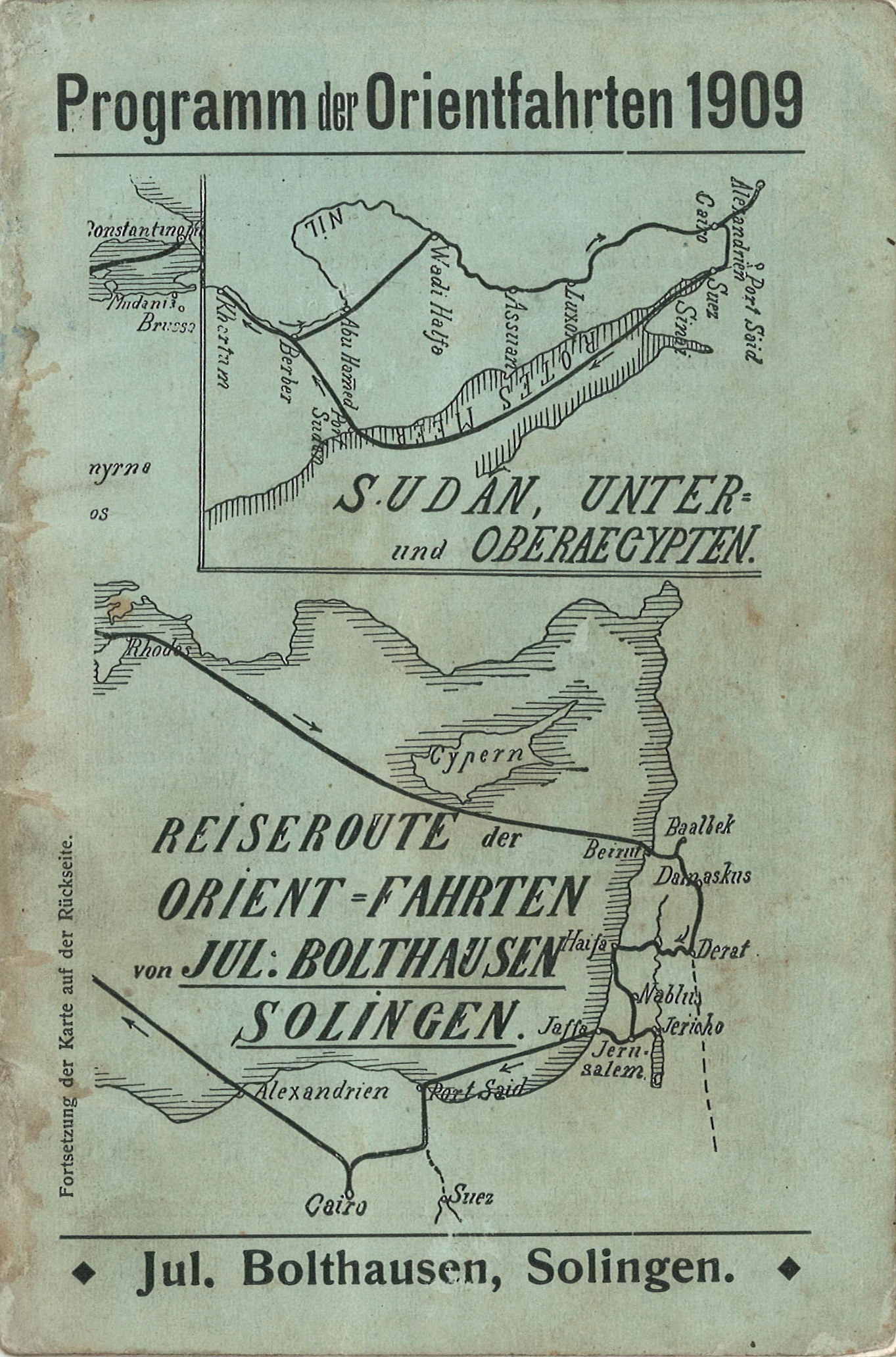
„Programm der Orientfahrten 1909“, mit den Vergnügungsfahrten der Thalia, Fa. Jul. Bolthausen

Für die inhaltliche und illustrative Gestaltung der Werbemittel liegen nur vereinzelt Autorenangaben vor. Die meisten Umschlagsentwürfe dürften jedoch von Alphons Leopold Mielich stammen, der vielfältige gestalterische Arbeiten im Auftrage des ÖL ausgeführt hat. Die beigegebenen Fotografien nahm sehr oft Alois Beer auf; Aufnahmen vom nordafrikanischen Küstengebiet lieferte mitunter das Atelier Bonfils. In der tschechischsprachigen Ausgabe von 1908 sind mehrere Aufnahmen des deutschen Journalisten Curt Rudolf Kreuschner enthalten, der ausweislich der oben genannten Passagierliste von Kap. Bade's Söhne die zweite Nordlandreise im Sommer 1907 nach Spitzbergen mit dem Schiff absolviert und die Fotografien dem ÖL zur Verfügung gestellt hat.
Auch ausländische Reiseveranstalter verbreiteten das aktuelle Programm der Vergnügensfahrten der Thalia in ihren eigenen Prospekten, wie z. B. der deutsche Reiseveranstalter für Orientreisen Julius Bolthausen aus Solingen.

### Zeitungsinserate
Auch in verschiedenen österreichischen Tageszeitungen und Zeitschriften, wie in Die Muskete, warb die Reederei mit Inseraten, die teilweise illustriert waren, für die „Vergnügungsfahrten“ der Thalia.

### Veranstaltermarken, Poststempel
Zum zusätzlichen Aufkleben auf Poststücke, die von der Bordpost der Thalia abgefertigt wurden, gab es so genannte Veranstaltermarken des Österreichischen Lloyd zu Werbezwecken und als Touristenattraktion, also ohne Frankaturkraft, mit der Motivbezeichnung „Spitzbergen“, auf denen ein Eisbär auf einer im Nordmeer treibenden Eisscholle, Möwen und die Thalia abgebildet waren. Die Marken waren in vier verschiedenen Farben gehalten: blau, grün, orangerot und violett. Die Frankaturen wurden zumeist mit Tagesstempeln der norwegischen Post versehen.
Teilweise kommen bei Abstempelungen von Postsendungen an Bord der Thalia auch Poststempel des Österreichischen Lloyd mit der Nummer „LX“
oder dem Schiffsnamen „Thalia“ und zusätzlich nichtamtliche Stempel „Thalia–Bordpost. Spitzbergen“ (rot) oder „Auf hoher See. S/S Thalia“ (blau) vor.

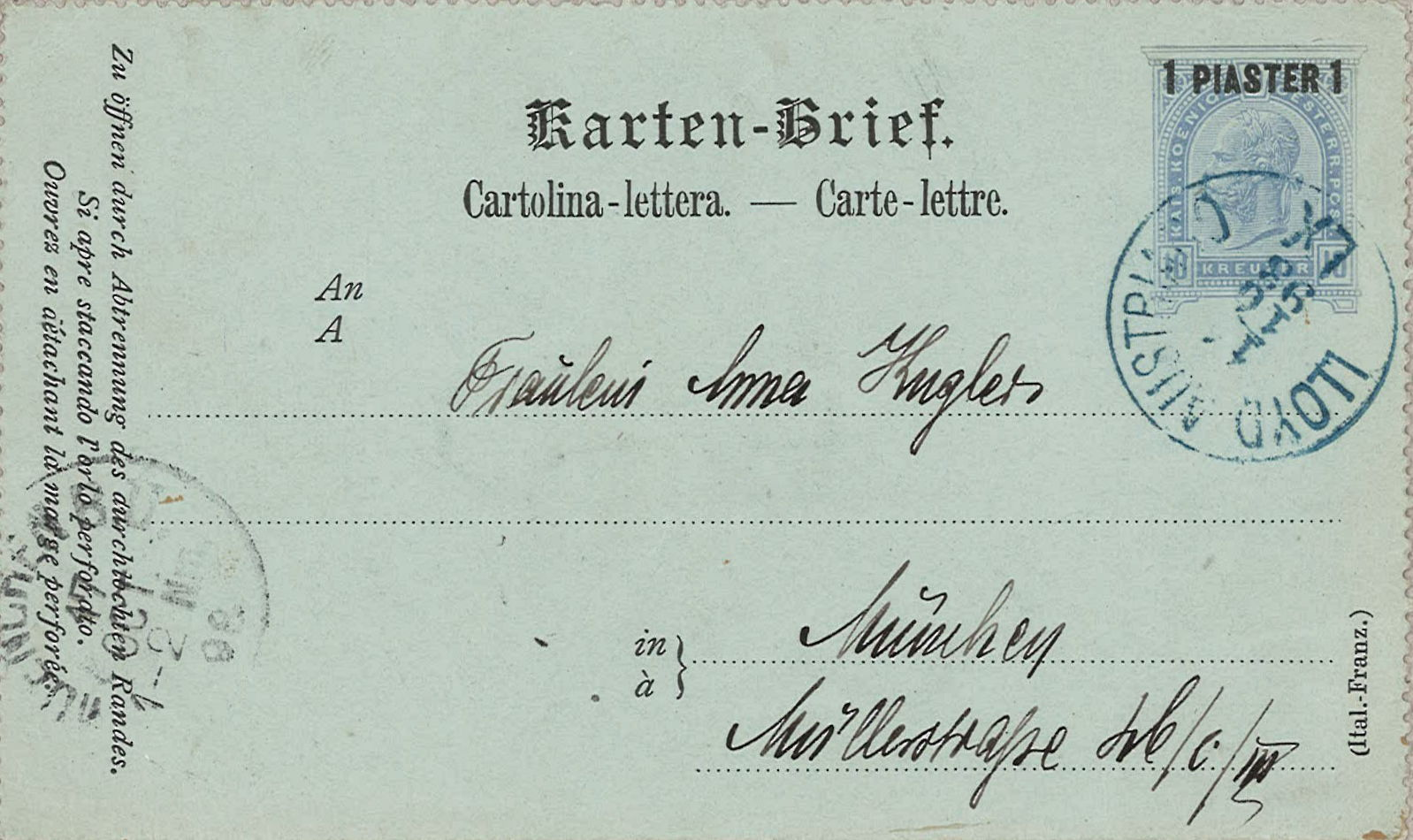
Poststempel „LX“ vom 16.10.93 [1893] auf einem Karten-Brief zu 1 Piaster
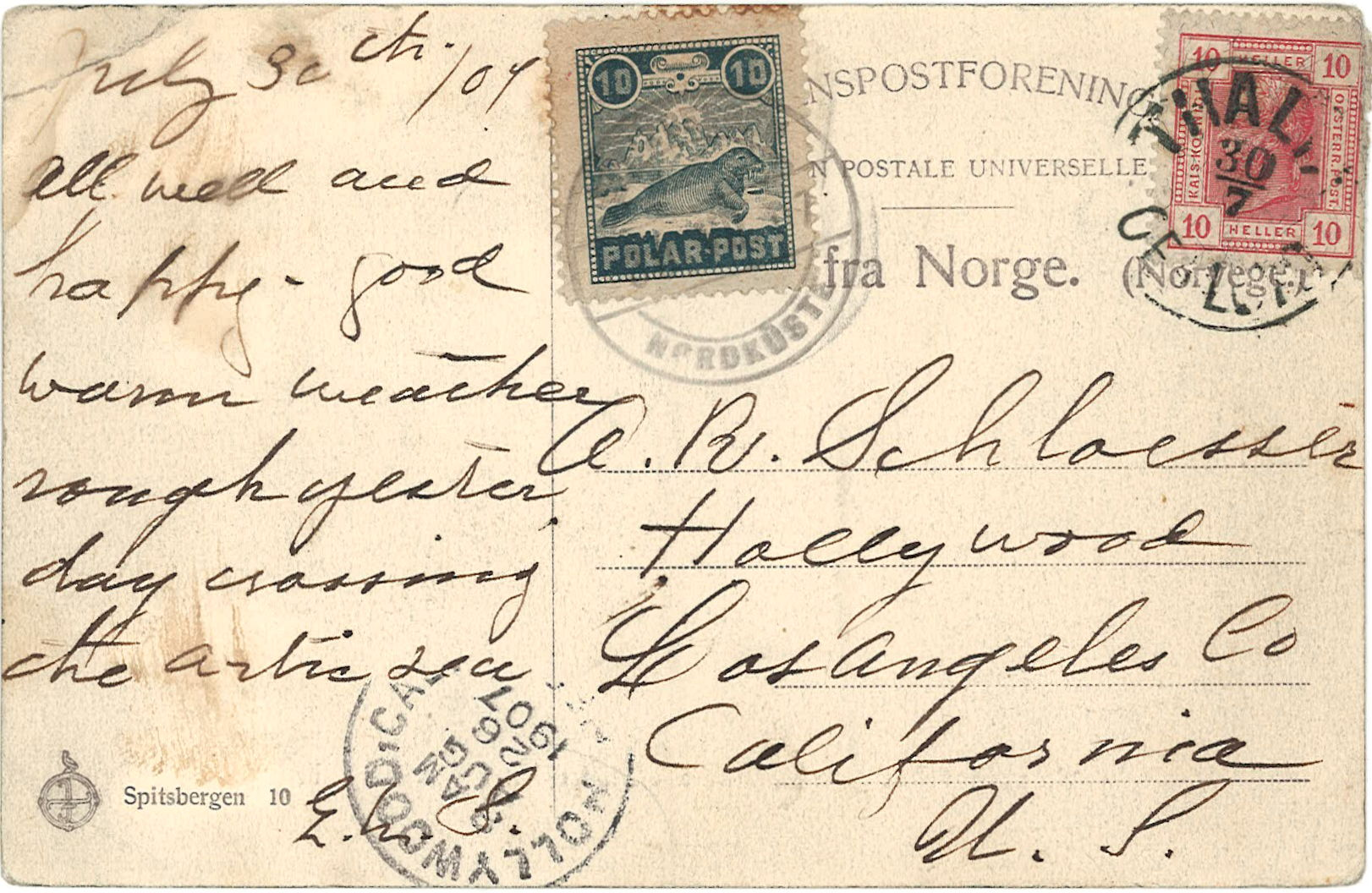
Poststempel der Thalia vom 30/VII [1907][87] (Postkarte Wellman Station, Spitzbergen 1907, 135 × 87 mm)
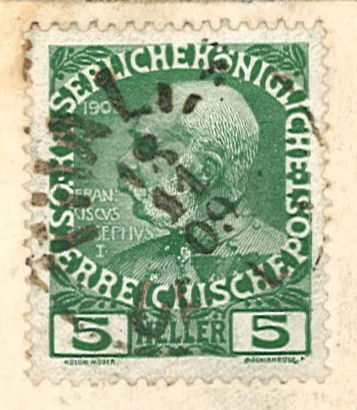
Geänderter Poststempel Thalia vom 18.11.09 (5-Heller-Dauermarke)
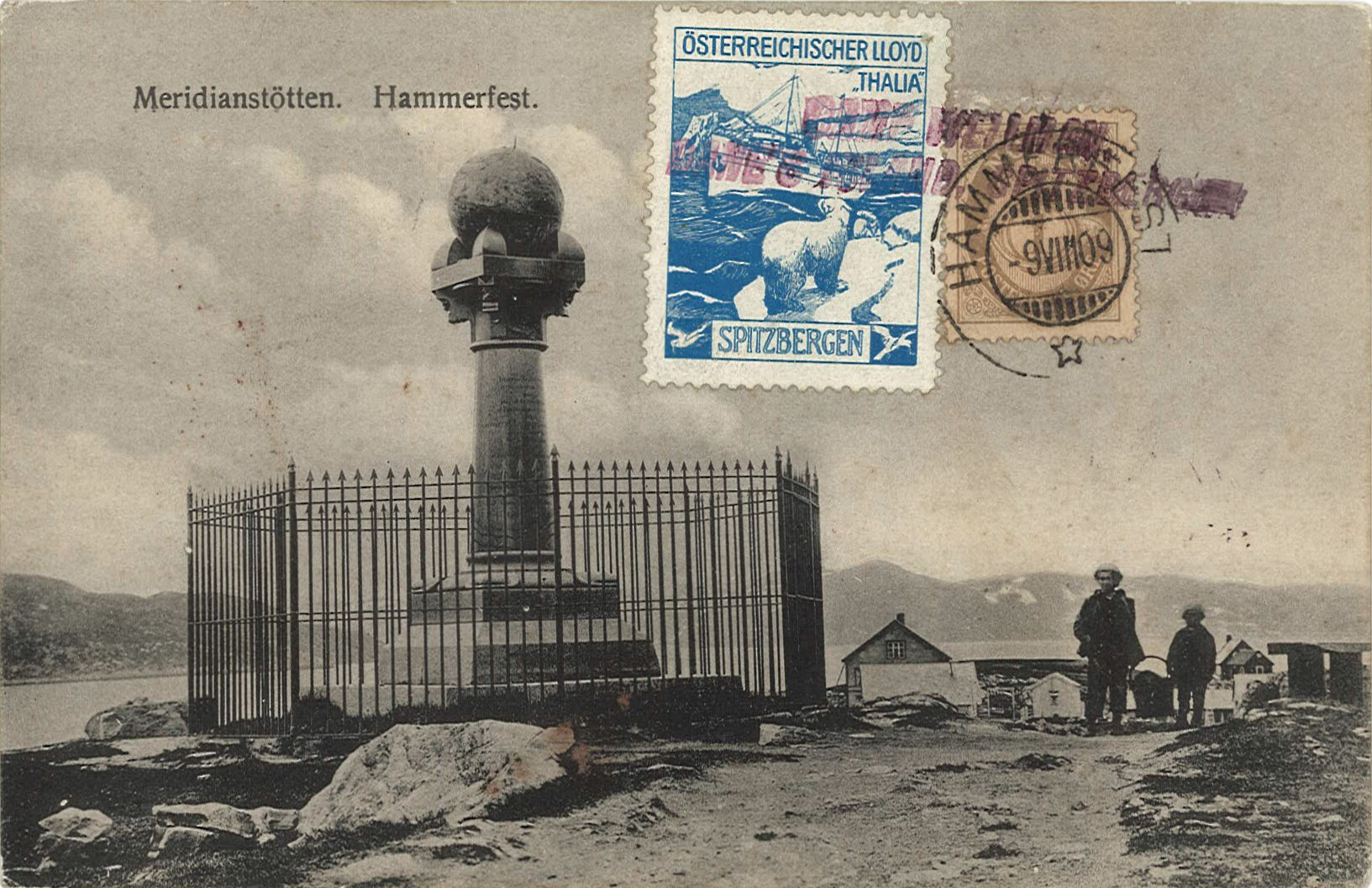
Blaue „Thalia“–Marke sowie Stempel „Camp Wellman“ und Hammerfest vom 9.VIII.09 (Postkarte, 137 × 89 mm)
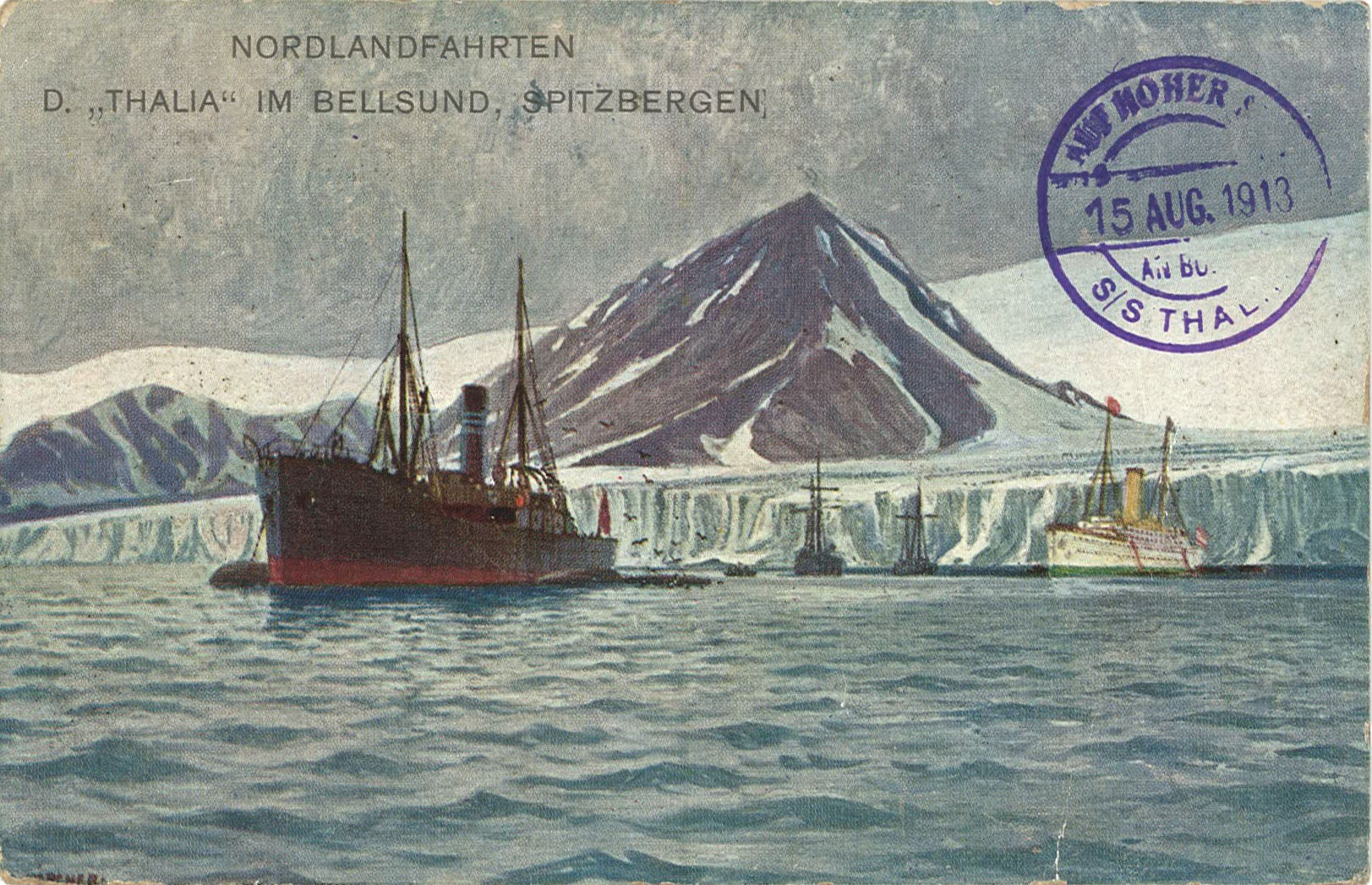
Stempel Thalia. „Auf hoher See“ vom 15. Aug. 1913 (Postkarte: Thalia im Bellsund, 135 × 87 mm, Sujet: Alexander Kircher)
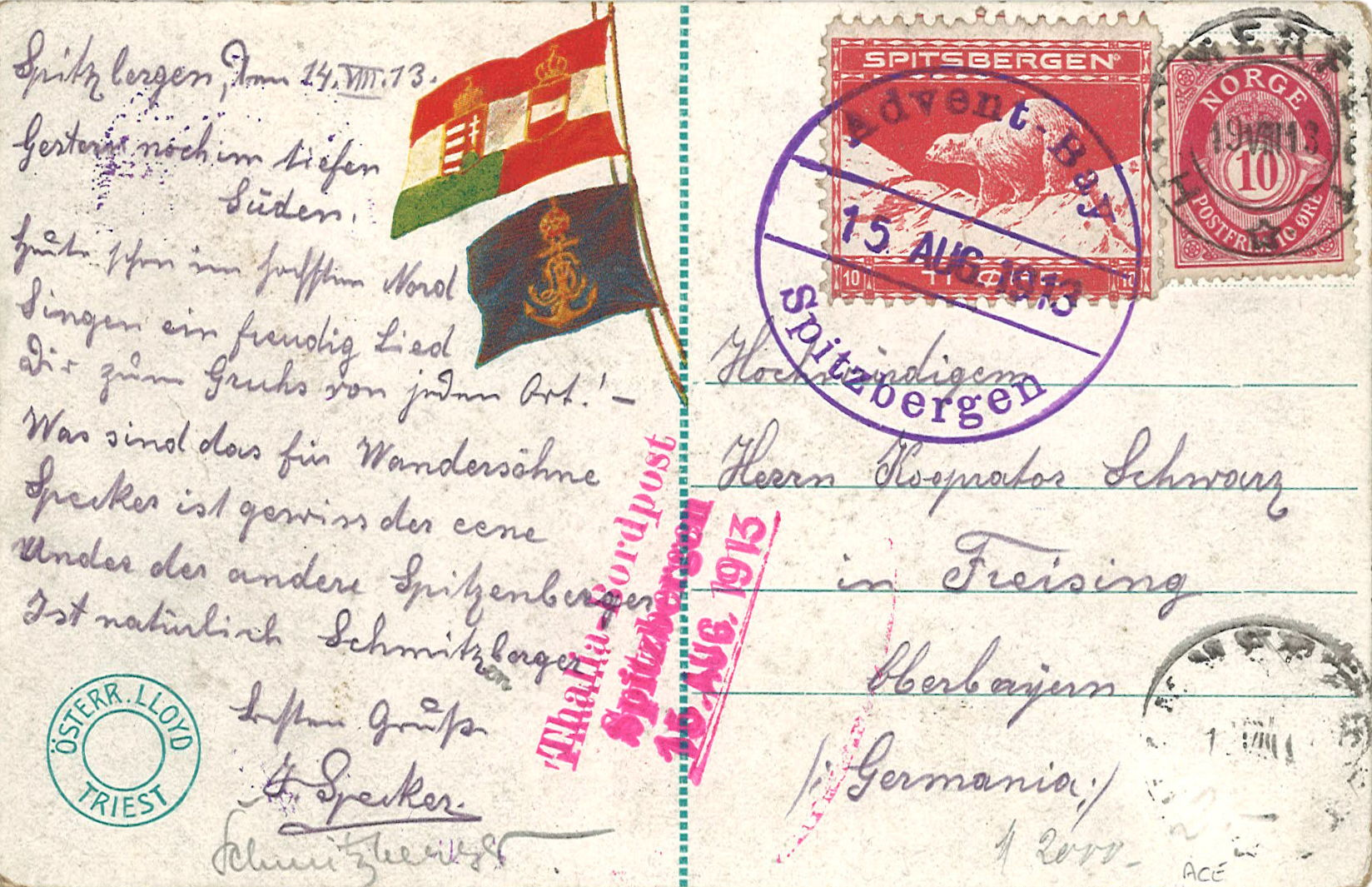
Stempel „Thalia-Bordpost“ und „Advents-Bay. Spitzbergen“ vom 15. Aug. 1913 (Postkarte: Thalia im Bellsund, Rückseite)
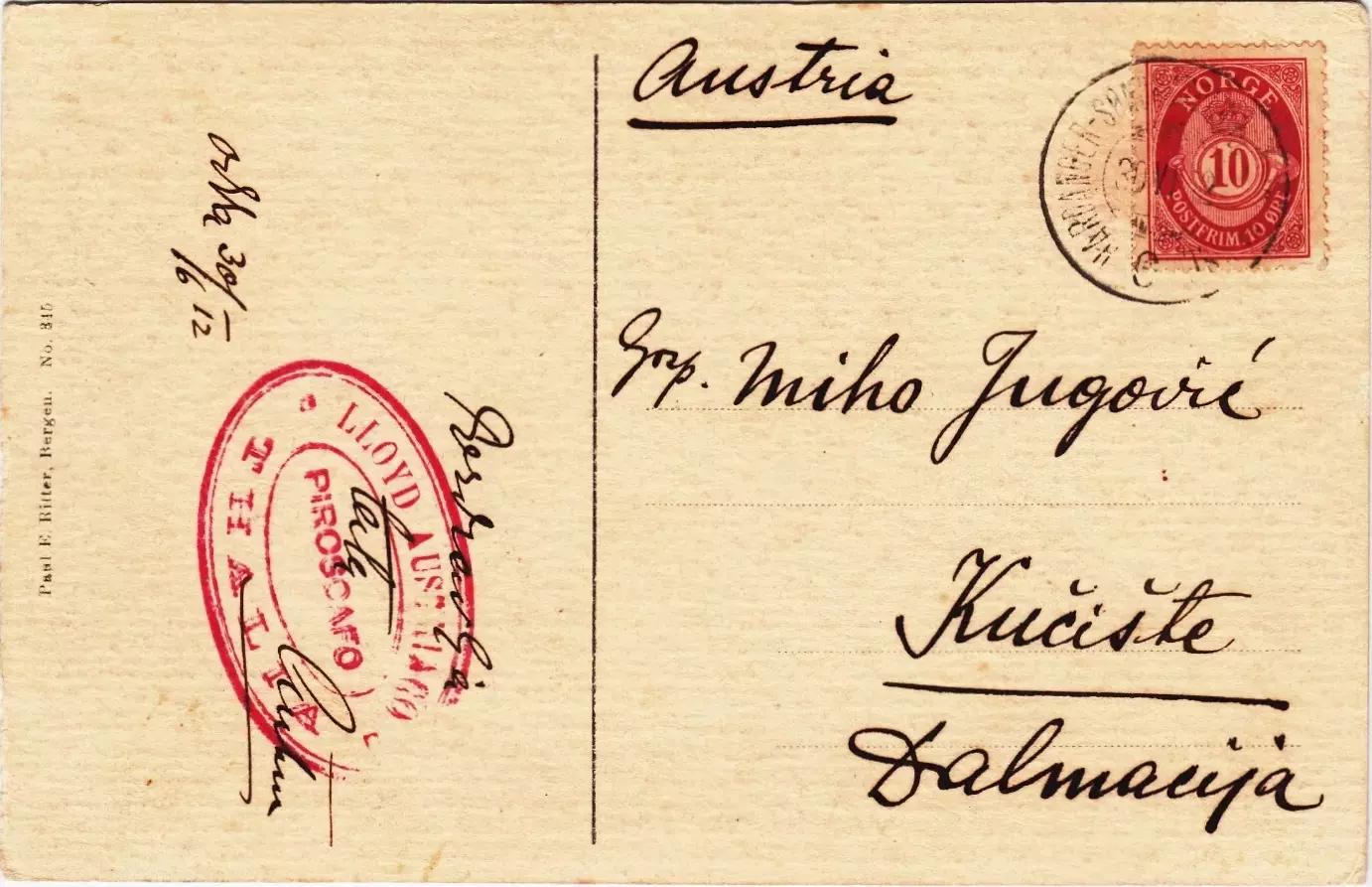
Postkarte mit rotem ovalen Schiffsstempel „Piroscafo Thalia“ (1912) (s/w Postkarte Geiranger Fjord, Rückseite)

### Zeichnungen von A.L. Mielich, Harry Heusser und Alexander Kircher
Die elegante Thalia wurde immer wieder auf Postkarten mit See- oder Hafenmotiven abgebildet. Künstlerisch gestaltete Darstellungen schufen im Auftrag des Österreichischen Lloyd u. a. der Orientmaler Alphons Leopold Mielich sowie die Marinemaler Harry Heusser, der um 1910 Vorlagen für eine umfangreiche farbige Postkartenserie mit Motiven von Lloyd-Schiffen ablieferte, und Alexander Kircher. Auch in die Festschrift „Fünfundsiebzig Jahre Österreichischer Lloyd 1836–1911“ wurde eine ganzseitige farbige Zeichnung der Thalia von Heusser aufgenommen, wie sie einen norwegischen Fjord durchfährt.

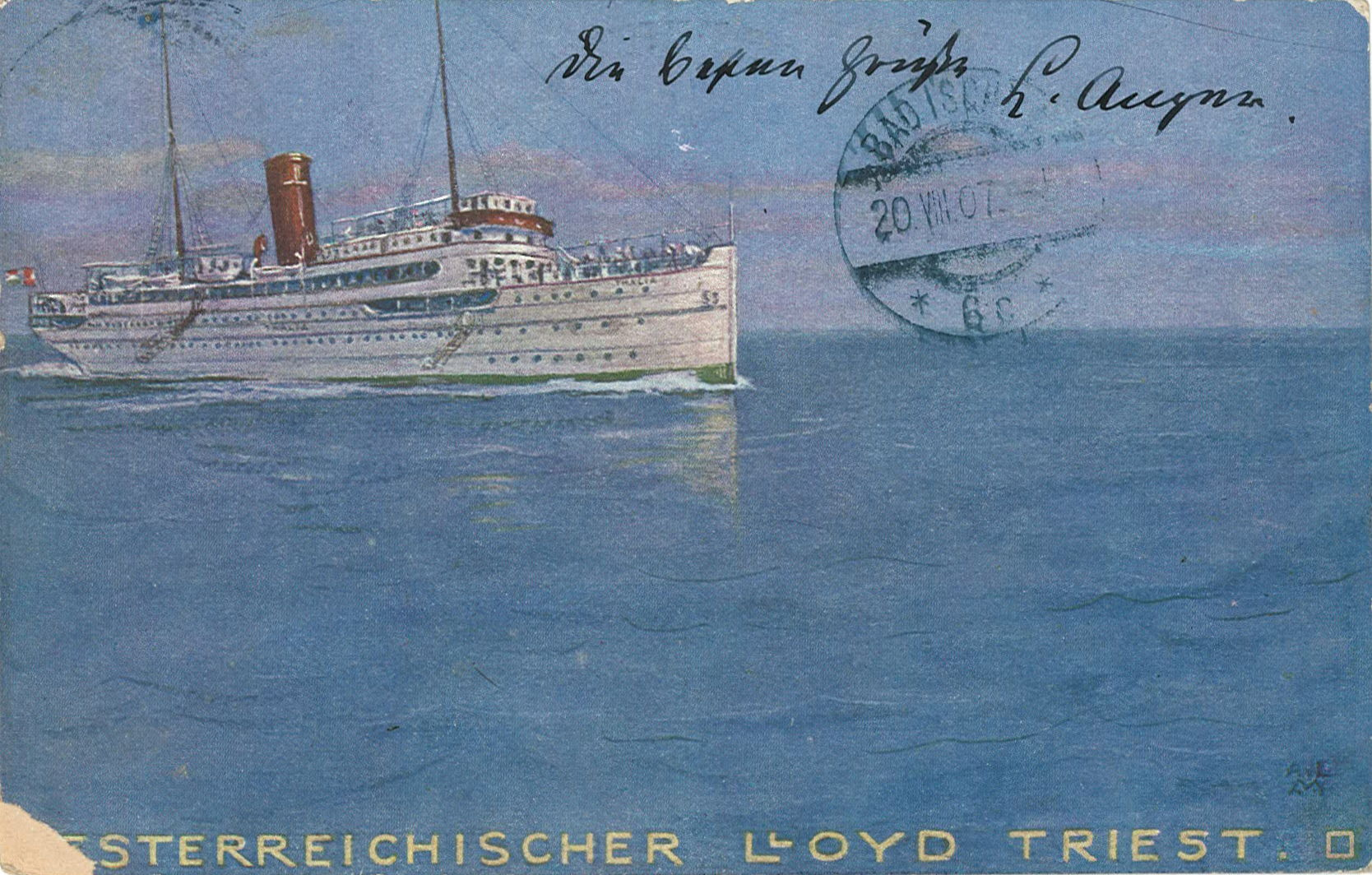
Nach dem Umbau 1907 (Mielich: Postkarte)
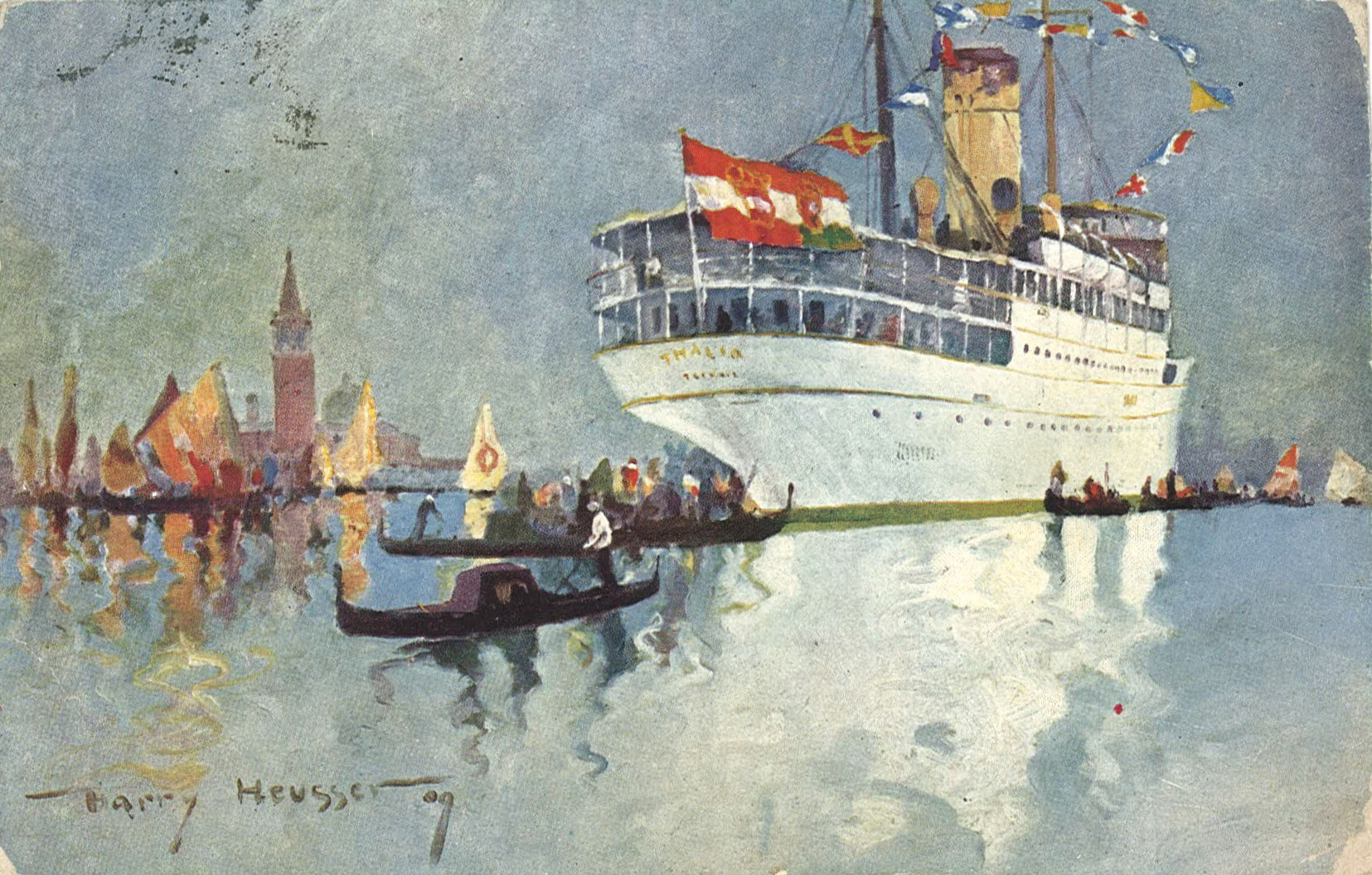
In Venedig (Heusser: Postkarte)
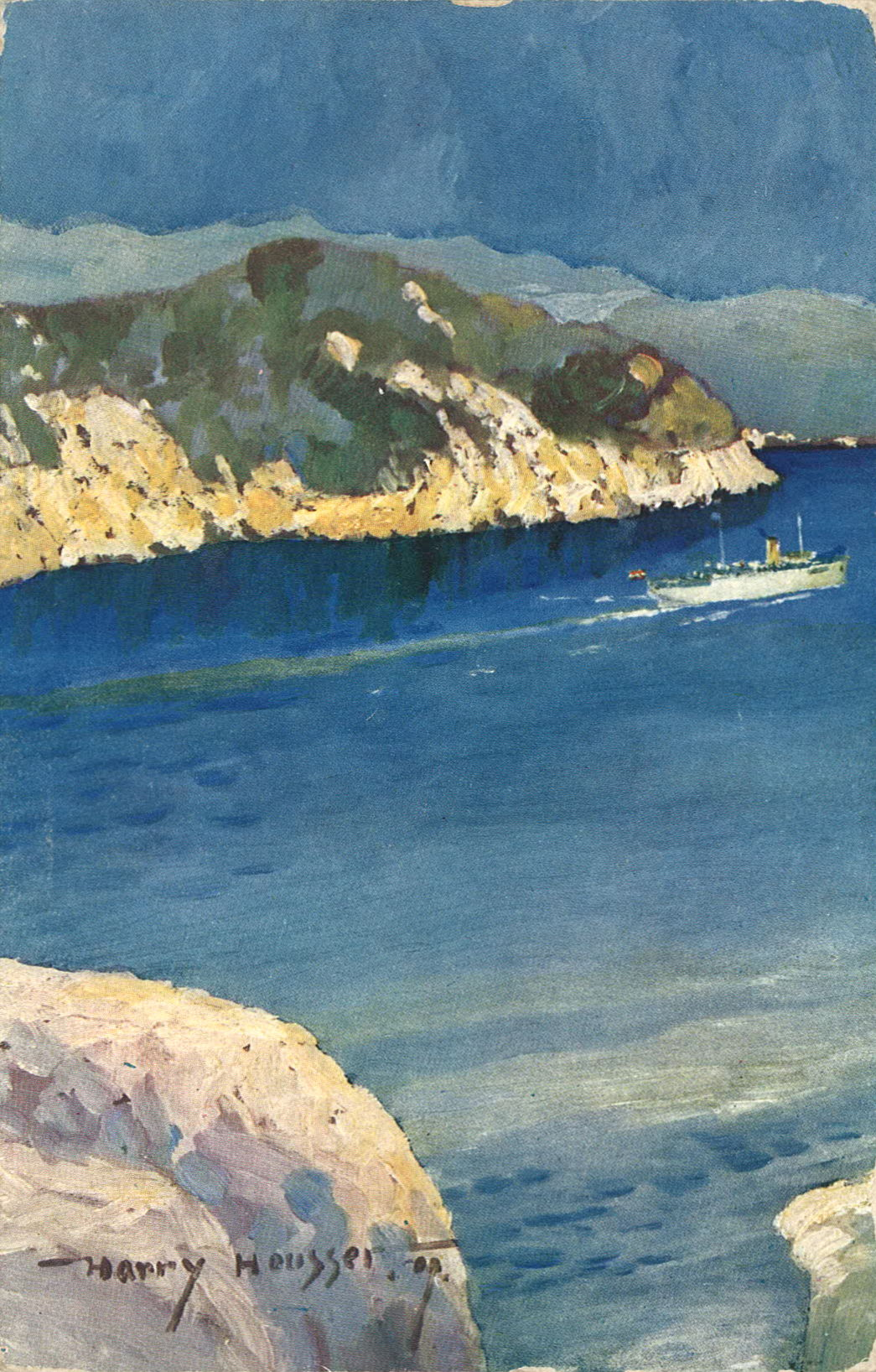
Beim Verlassen einer Meeresbucht (Heusser: Postkarte)
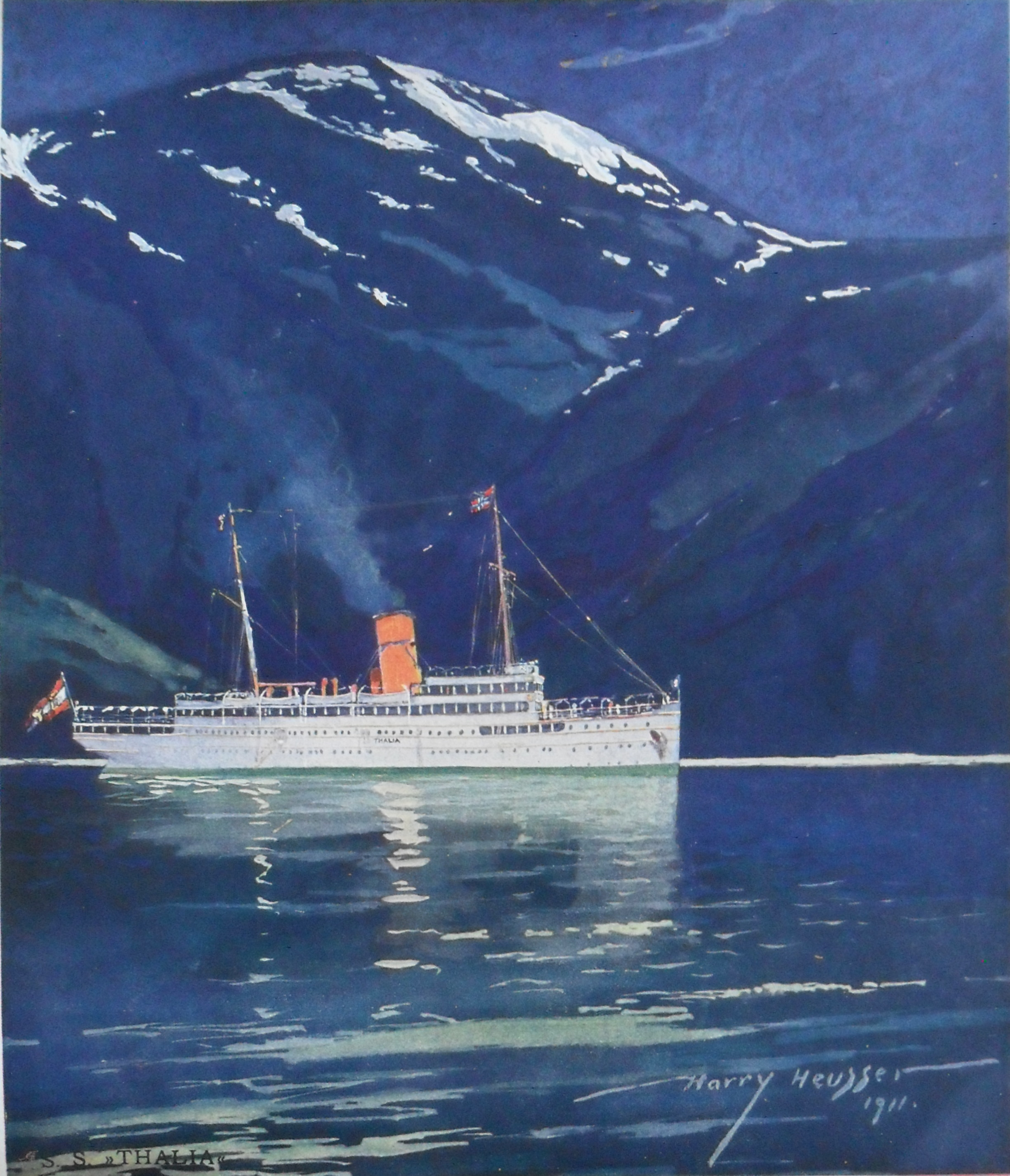
Befahren eines Fjords (Heusser: Buchillustration)
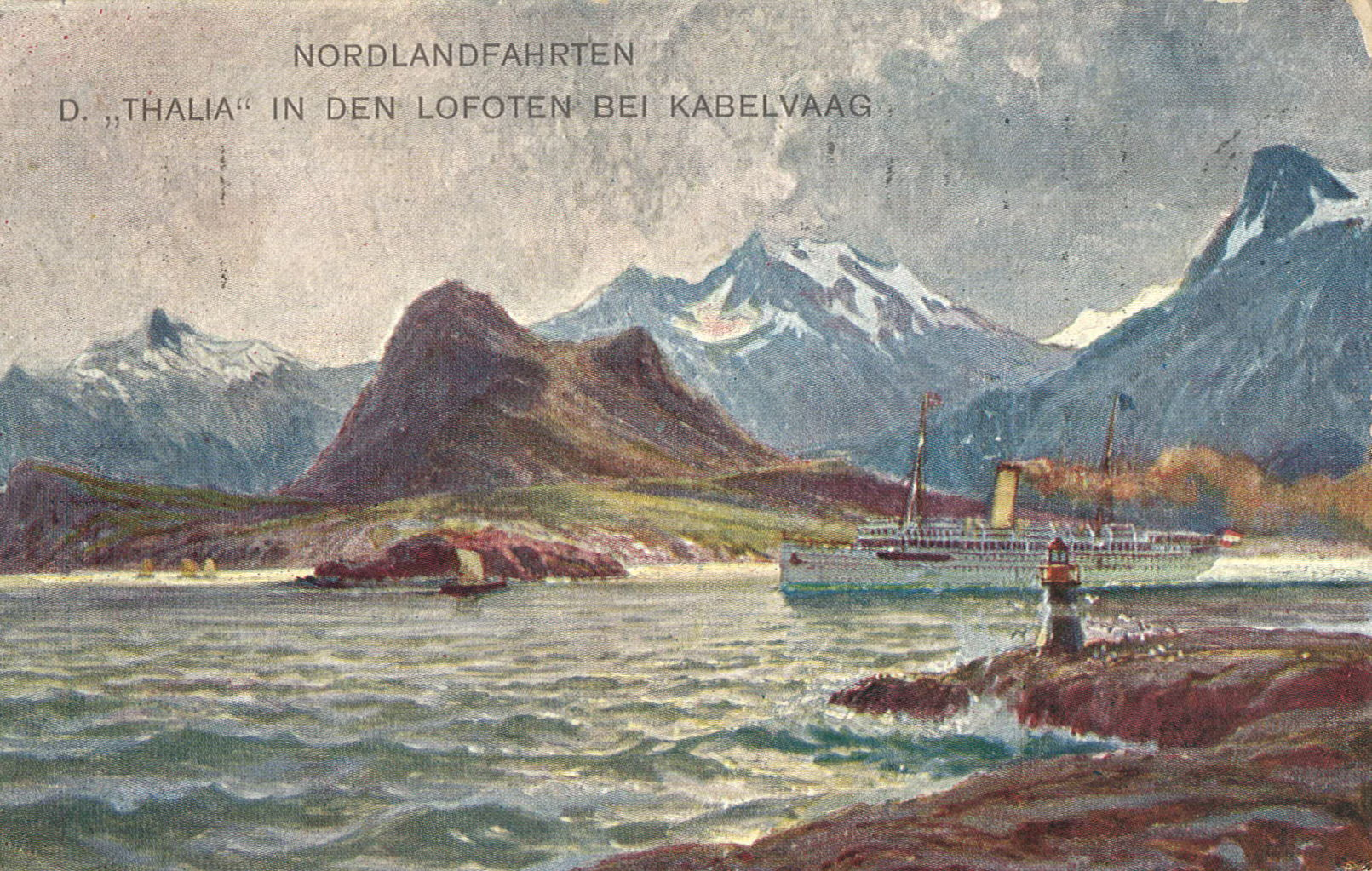
In den Lofoten (Alexander Kircher: Postkarte)

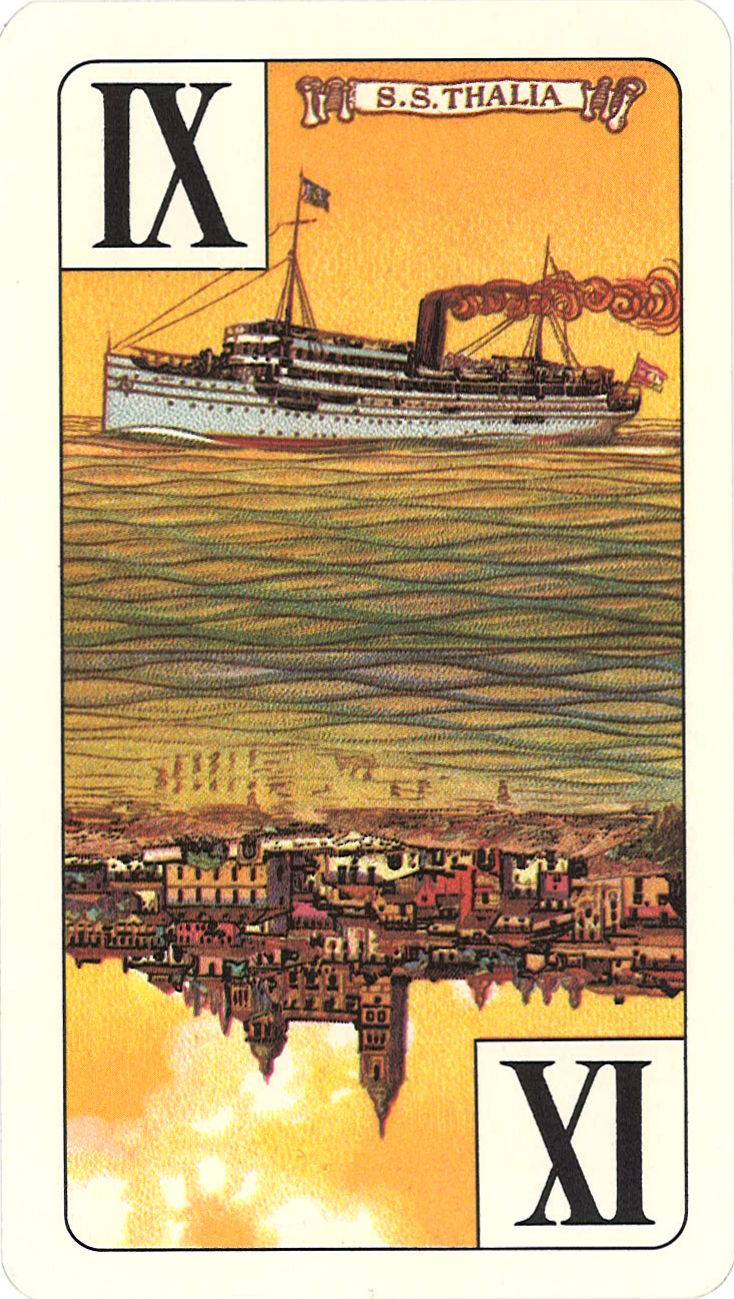
Tarockkarte von Argio Orell, 1913 (Reprint: 1981)

### Reisesouvenirs, Kartenspiele
Zur Erinnerung an die auf der Kreuzfahrt besuchten Reiseziele legte der ÖL für die Teilnehmer u. a. Zusammenstellungen von Reproduktionen von gemalten Landschafts– und Ortsansichten auf, wie z. B. Aquarelle von Istrien und Dalmatien der Landschaftsmaler Rudolf Konopa und Georg Holub auf.
Es wurden auch mehrere Kartenspiele im Auftrag des ÖL vom Verlag Modiano gedruckt, die den Passagieren auf den Reisen zum Zeitvertreib zur Verfügung standen. Diese bildeten auf der Rückseite das Wappen des Unternehmens mit Zierelementen ab. Etwa 1913 wurde dann auch ein aufwändiges Tarock–Spiel von Modiano hergestellt, dessen Trumpfkarten der Triestiner Maler Argio Orell (1884-1942) in opulenter Jugendstilmanier gezeichnet hatte. Als Motive wurden auch drei moderne, gerade erst in Dienst gestellte Schiffe des Österreichischen Lloyd und die Thalia abgebildet, die verschiedenen Reisezielen der Lloydschiffe gegenübergestellt waren; 1981 erschien ein Reprint.

## Private Fahrtenschilderungen, Fotos und Modelle
Ausführliche Schilderungen von Fahrten mit der Thalia liegen von der österreichischen Reiseschriftstellerin Olga Meraviglia (1843–1933) vor. So nahm sie u. a. im Frühjahr 1910 an der III. und IV. Vergnügungsreise „Ostern in Palästina und Ägypten“ bzw. „Nach Nordafrika, Spanien, Kanarische Inseln“ teil, für die sie eine der vier Luxuskabinen gebucht hatte; Passagier der Osterfahrt war auch der Ökonom Eugen Böhm von Bawerk. Von beiden Reisen berichtete sie in Briefen an einen Freund und fasste die Reiseerlebnisse dann zu dem mit Fotografien ausgestatteten, bei dem Grazer Leykam Verlag erschienenen Buch „Eine Mittelmeerfahrt. Intime Reiseerinnerungen“ zusammen (siehe Literatur). Bereits 1908 war sie mit der Thalia auf einer Nordlandsreise unterwegs gewesen.
Obwohl die Passagiere ihre Erinnerungen an die Kreuzfahrten vor dem Ersten Weltkrieg überwiegend durch den Kauf von Ansichtskarten der Schiffe und der besuchten Orte sowie das Aufheben der Reiseprospekte mit entsprechenden Abbildungen bewahrten, weil die Amateurfotografie noch in den Anfangsgründen steckte, liegen auch schon private Urlaubsfotos aus dieser Zeit vor. Erhalten sind unter anderen private Fotoalben aus dem Jahr 1913, bei denen aber im Vordergrund die besuchten Reiseziele standen. Das erste dokumentiert die Osterreise der Thalia nach Tunis und Tripolis (III. Reise) mit 36 privaten Fotos im Format 9 × 12 Zentimeter. Interessanterweise sind zwei großformatige Gruppenfotos (18 × 24 Zentimeter) aus Tunis von Thalia-Passagieren enthalten, die ausweislich des Prägestempels von dem Atelier Lehnert et Landrock (Tunis) gefertigt wurden, das für seine Orientfotos einen großen Bekanntheitsgrad erlangt hat und wohl vom Reisebüro Thos. Cook & Son als Veranstalter der Landausflüge entsprechend beauftragt wurde. Ein weiteres Album mit 203 Fotos von ca. 8,5 × 10 Zentimeter ist der IX. Fahrt von Amsterdam nach Triest gewidmet.

Auch Filme von einer Thalia-Reise wurden gedreht, die auf dem 2. Rivierafest im Mai 1911 im Wiener Stadtpark im „Kinotheater“ der Österreichisch-Ungarischen Kinoindustriegesellschaft gezeigt wurden.

## Tabelle der Fahrten als Kreuzfahrtschiff (1907–1914)
In der Tabelle ist die in den Prospekten des ÖL oder sonstigen Periodika angegebene Nummer der Fahrt angegeben. Die Nummern der innerhalb der allgemeinen Zählung zusätzlich gezählten jährlichen zwei Nordlandfahrten stehen in Klammern. Die Dauer der Fahrten ist die geplante. Es können sich organisatorisch oder witterungsbedingt Abweichungen zur tatsächlichen Fahrtdauer ergeben, was jedoch heute nicht mehr in jedem Einzelfall verifizierbar ist.
Aufbau der Tabellenzellen
| 1907 | 1908 | 1909 | 1910 | 1911 | 1912 | 1913 | 1914 |
| – | – | I. „Dalmatien“ 03.–12.02.1909 Adria Triest – Korfu / Cattaro –                                                                                     | – | – | I. „Zum Karneval von Nizza“ 01.–16.02.1912 Mittelmeer Triest-Genua – Palermo / Syrakus –                                            | I. „Dem Frühling entgegen“ 08.–24.02.1913 Mittelmeer Triest-Genua – Porto Rose / Pola / Neapel –                                         | I. „Nach Sizilien und Italien“ 04.–19.02.1914 Mittelmeer Triest-Genua – Korfu / Messina / Neapel –                                          |
| – | I. „Syrien“ 22.01.–17.02.1908 Mittelmeer Triest – Haifa / Beirut –                                                                        | II. „Dalmatien“ 15.–25.02.1909 Adria Triest – Porto Rose / Pola –                                                                                  | I. „Vergnügungsfahrt von Triest bis Genua“ 12.–28.02.1910 Mittelmeer Triest-Genua – Palermo / Syrakus –                       | I. „Karneval in Nizza“ 09.02.–01.03.1911 Mittelmeer Triest-Genua – Palermo / Syrakus –                                                           | II. „Frühling im Süden“ 18.02.–03.03.1912 Mittelmeer Genua-Triest – Palermo / Syrakus –                                             | – | II. „Dem Frühling entgegen“ 21.02.–10.03.1914 Mittelmeer Genua – Villefranche / Palermo –                                                   |
| I. „Ostern in Palästina und Ägypten“ 14.02.–10.03.1907 Mittelmeer Triest – Alexandria / Haifa –                                                                                            | II. „Süditalien, Nordafrika, und Riviera“ 26.02.–24.03.1908 Mittelmeer Triest – Ajaccio / Palermo –                                       | III. „Reise nach Palästina und Ägypten“ 02.–27.03.1909 Mittelmeer Triest – Korfu / Haifa –                                                         | II. „Von Genua nach der Azurküste, Sizilien, Korfu“ 02.–16.03.1910 Mittelmeer Genua-Triest – Palermo / Syrakus –              | II. „Nach Algerien und Tunis“ 04.–26.03.1911 Mittelmeer Genua-Triest – Palermo / Syrakus –                                                       | III. „Nach Nordafrika und Italien“ 05.–17.03.1912 Mittelmeer Triest-Genua – Palermo / Syrakus –                                     | II. „Nach Sizilien und Nordafrika“ 26.02.–16.03.1913 Mittelmeer Genua-Triest – Korfu / Gravosa –                                         | – |
| – (ohne Zählung) „Journalistenfahrt“ 12.–14.03.1907 Adria Triest – Venedig / Abbazia – | III. „Ostern zur See“ 04.–21.04.1908 Mittelmeer Triest – Palermo / Malta –                                                                | – | III. „Ostern in Palästina und Ägypten“ 18.03.–10.04.1910 Mittelmeer Triest – Alexandria / Jaffa –                             | III. „Karwoche in Sevilla“ 03.–30.04.1911 Mittelmeer Triest-Genua – Las Palmas / Oran –                                                          | IV. „An die Riviera und nach Nordafrika“ 18.–31.03.1912 Mittelmeer Genua-Triest – Palermo / Malta –                                 | III. „Osterreise nach Tunis und Tripolis“ 19.03.–06.04.1913 Mittelmeer Triest – Malta / Port Empdocle –                                  | III. „Nach Sizilien und Nordafrika“ 12.–25.03.1914 Mittelmeer Genua-Triest – Korfu / Gravosa –                                              |
| II. „Nordafrika, Süditalien, Riviera“ 17.03.–12.04.1907 Mittelmeer Triest – Alexandria / Oran –                                                                                            | IV. „Nach Nordafrika, Spanien und den Kanarischen Inseln“ 26.04.–26.05.1908 Mittelmeer Triest – Palermo / Malta –                         | IV. „Ostern zur See“ 01.–16.04.1909 Mittelmeer Triest – Messina / Nauplia –                                                                        | IV. „Nach Nordafrika, Spanien und den Kanarischen Inseln“ 16.04.–18.05.1910 Mittelmeer / Atlantik Triest – Algier / Madeira – | – | V. „Osterreise nach Nordafrika“ 03.–17.04.1912 Mittelmeer Triest – Palermo / Malta –                                                | – | IV. „Osterreise nach Sizilien, Afrika und nach der Oase Gabes“ 28.03.–17.04.1914 Mittelmeer Triest – Palermo / Malta –                      |
| III. 18.04.– 18.05.1907 Mittelmeer / Atlantik Triest – Cadiz / Lissabon / Algier – | IV. „Nach Nordafrika, Spanien und den Kanarischen Inseln“ 26.04.–26.05.1908 Mittelmeer Triest – Palermo / Malta –                         | V. „Nach Spanien und den Kanarischen Inseln“ 21.04.–22.05.1909 Mittelmeer / Atlantik Triest – Madeira / Tunis –                                    | – | IV. „Nach Nordafrika, Sizilien und Dalmatien“ 02.–16.05.1911 Mittelmeer Genua-Triest – Catania / Gravosa –                                       | VI. „Nach Spanien und den Kanarischen Inseln“ 20.04.–19.05.1912 Mittelmeer / Atlantik Triest-Genua – Algier / Madeira / Gibraltar – | IV. „Nach Marokko und den Kanarischen Inseln“ 11.04.–12.05.1913 Mittelmeer / Atlantik Triest-Genua – Algier / Madeira –                  | V. „Nach Marokko, den Kanarischen Inseln und Spanien“ 21.04.–21.05.1914 Mittelmeer / Atlantik Triest-Genua – Tanger / St. Cruz / Málaga –   |
| IV. „Nach Griechenland, Konstantinopel und Kleinasien“ 25.05.–16.06.1907 Mittelmeer Triest – Ephesus / Mykene / Venedig –                                                                  | V. „Pfingsten zur See“ 01.06.–12.06.1908 Mittelmeer Triest – Malta / Tunis –                                                              | VI. „Pfingsten zur See“ 24.05.–12.06.1909 Mittelmeer Triest-Genua – Palermo / Civitavecchia –                                                      | V. 25.05.–09.06.1910 Mittelmeer / Atlantik Triest-Genua Syrakus / Teneriffa –                                                 | V. „Rund um Italien“ 20.05.–05.06.1911 Mittelmeer Triest-Genua – Tunis / Neapel –                                                                | – | V. „Nach Spanien und dem Norden“ 16.05.–05.06.1913 Mittelmeer / Atlantik Genua-Amsterdam – Barcelona / Gibraltar –                       | VI. „Nach Spanien, Portugal und dem Norden“ 24.05.–15.06.1914 Mittelmeer / Atlantik Genua-Amsterdam – Valencia / Málaga / Cowes –           |
| IV. „Nach Griechenland, Konstantinopel und Kleinasien“ 25.05.–16.06.1907 Mittelmeer Triest – Ephesus / Mykene / Venedig –                                                                  | VI. „Schlaraffenfahrt“ (Spanien, Portugal, Ärmelkanal) 14.06.–01.07.1908 Mittelmeer / Atlantik Triest-Bremerhaven – Gibraltar / Ostende – | [VII]. „Schubertbund. Reise nach Schweden, Norwegen und Dänemark“ 13.06.–02.07.1909 Ostsee / Nordsee Swinemünde-Hamburg – Gothenburg / Gudvangen – | VI. „Bäderreise“ 12.–30.06.1910 Mittelmeer / Nordsee Genua-Hamburg – Algier / Tanger –                                        | VI. „Nach Spanien und Nordafrika“ 07.06.–01.07.1911 Mittelmeer / Atlantik Genua – Tanger / Neapel –                                              | VII. „Nach dem Norden“ 24.05.–24.06.1912 Mittelmeer / Nordsee Genua-Hamburg – Algier / Tanger / Bayonne –                           | VI. „Nordische Städtereise“ 09.06.–04.07.1913 Ost- und Nordsee Amsterdam – Göteborg / Kronstadt / Christiania –                          | VII. (I. Nordlandsfahrt) „Nordische Städtereise“ 19.06.–08.07.1914 Ost- und Nordsee Amsterdam – Brunsbüttel / Nor[h]eimsund –               |
| – (I. Nordlandreise) 04.–18.07.1907 Nordsee Bremerhaven-Kiel – Bergen / Kopenhagen – | VII. (I. Nordlandreise) 04.–31.07.1908 Ost- und Nordsee Bremerhaven-Kiel – Aberdeen / Spitzbergen –                                       | VIII. (I. Nordlandreise) Ost- und Nordsee 06.–30.07.1909 Hamburg – Stockholm / Bergen –                                                            | VII. (I. Nordlandsreise) „Nordkap und Spitzbergen“ 09.–28.07.1910 Ost- und Nordsee Hamburg – Stockholm / Bergen / Molde –     | – | VIII. (I. Nordlandsfahrt) „I. Reise nach Norden“ 29.06.–19.07.1912 Ost- und Nordsee Hamburg – Stockholm / Bergen –                  | VII. (I. Nordlandreise) „Nach dem Wikingerland“ 07.–31.07.1913 Nordsee Amsterdam – Aalesund / Narvik / Odda –                            | VIII. (II. Nordlandsfahrt) „Nach dem Wikingerland“ 11.–31.07.1914 Nordsee Amsterdam – Hellesylt / Lyngenfjord / Bergen –                    |
| – (II. Nordlandreise) 20.07.–17.08.1907 Nordsee Kiel-Bremerhaven – Hammerfest / Spitzbergen –                                                                                              | VIII. (II. Nordlandreise) 03.–31.08.1908 Ost- und Nordsee Kiel-Bremerhaven – Loen / Spitzbergen –                                         | IX. (II. Nordlandreise) 02.–29.08.1909 Nordsee Hamburg – Tromsö / Spitzbergen –                                                                    | VIII. (II. Nordlandreise) 02.–29.08.1910 Nordsee Hamburg – Tromsö / Spitzbergen –                                             | VII. „Zur Römischen Ausstellung nach Sizilien und Dalmatien“ (Ärztereise) 05.–25.08.1911 Mittelmeer Genua-Triest – Giardini / Taormina / Jaffa – | IX. (II. Nordlandreise) „II. Reise nach Norden“ 22.07.–04.08.1912 Nordsee Hamburg – Gudvangen / Bergen / Loen –                     | VIII. (II. Nordlandsfahrt) „Nach Spitzbergen und dem Ewigen Eise“ 04.–31.08.1913 Nordsee Amsterdam – Tromsö / Spitzbergen –              | IX. (III. Nordlandsfahrt) „Nach Spitzbergen und dem Ewigen Eise“ 03.–30.08.1914 Nordsee Amsterdam Ausgefallen: Beginn des Ersten Weltkriegs |
| V. „Mittelmeerreise von Bremerhaven nach Triest“ 19.08.–08.09.1907 Mittelmeer Bremerhaven-Triest – Lissabon / Palermo –                                                                    | – | X. „Bäderreise“ 02.–29.09.1909 Nordsee / Mittelmeer Hamburg-Triest – Ryde / Le Havre –                                                             | IX. „Bäder-Reise“ 02.–26.09.1910 Nordsee / Mittelmeer Hamburg-Genua – Amsterdam / Algier –                                    | VIII. „Sommerreise nach Griechenland, Türkei und der Krim“ 28.08.–25.09.1911 Mittelmeer Triest – Yalta / Livadia / Olympia –                     | X. (III. Nordlandsfahrt) „III. Reise nach Norden bis zum Nordkap“ 08.–31.08.1912 Nordsee Hamburg – Tromsö / Nordkap –               | – | X. „Bäderreise“ 01.-28.09.1914 Nordsee / Mittelmeer Amsterdam-Triest Kriegsbedingt Ausgefallen                                              |
| VI. „Vergnügungsfahrt in die Krim“ 11.09.–05. (?)10.1907 Mittelmeer / Schwarzes Meer Triest – Dikili / Sebastopol – I. Ärztefahrt 06.10.–08.10.1907 Adria Triest – Abbazia / Zara / Pola – | IX. 05.09.–01.10.1908 Atlantik / Mittelmeer Bremerhaven-Triest – Cadix / Lissabon –                                                       | XI. „Nach Tunis Sizilien und Italien“ 06.–24.10.1909 Mittelmeer Triest – Korfu / Messina –                                                         | X. Vergnügungsfahrt 29.09.–17.10.1910 Mittelmeer Genua-Triest – Ajaccio / Tunis –                                             | IX. „Offiziersreise 1911“ 28.09.–29.10.1911 Mittelmeer Triest – Neapel / Tunis / Malta –                                                         | XI. „Zu den Badeorten und Nordafrika“ 03.09.–01.10.1912 Nordsee / Mittelmeer Hamburg-Triest – Cadiz / Algier –                      | IX. „Bäderreise“ 04.–29.09.1913 Nordsee / Mittelmeer Amsterdam-Triest – Lissabon / Algier –                                              | XI. „Nach Dalmatien, Albanien, Sizilien und Tunis“ 03.–19.10.1914 Mittelmeer Triest Kriegsbedingt Ausgefallen                               |
| VII. „Süditalien, Spanien und Nordafrika“ 12.10.–12.11.1907 Mittelmeer Triest Malta / Patras                                                                                               | X. „Offiziersreise“ 08.–29.10.1908 Mittelmeer Triest – Tunis / Cagliari –                                                                 | – | – | – | – | X. „Reise nach Griechenland, Türkei und der Krim“ 03.10.–02.11.1913 Mittelmeer / Schwarzes Meer Triest – Dardanellen / Jalta / Nauplia – | XII. „Herbstreise nach dem Süden“ 23.10.–10.11.1914 Mittelmeer Triest Kriegsbedingt Ausgefallen                                             |
| VIII. „Süditalien, Ägypten und Griechenland“ 17.11.–16.12.1907 Mittelmeer Triest – Alexandria / Piräus –                                                                                   | XI. „Ärztliche Studienreise“ 10.11.–05.12.1908 Mittelmeer Triest – Malta / Genua –                                                        | XII. II. Österreichische Ärztereise 04.11.–04.12.1909 Mittelmeer Triest – Alexandria / Korfu –                                                     | – | X. III. Österreichische Ärztereise 05.11.–06.12.1911 Mittelmeer Triest – Alicante / Gibraltar / Algier –                                         | – | – | – |
| IX. „Weihnachten auf dem Meere“ 21.12.1907– 01.01.1908 Adria Triest – Abbazia / Venedig –                                                                                                  | XII. „Weihnachten auf dem Meere“ 21.12.1908– 05.01.1909 Adria Triest – Abbazia / Gravosa –                                                | – | – | – | – | – | – |